# Ciclones tropicais em 2016
Durante 2016, os ciclones tropicais formaram-se em sete diferentes bacias de ciclones tropicais, localizadas em várias partes dos oceanos Atlântico, Pacífico e Índico. Durante o ano, 140 ciclones tropicais formados em corpos de água conhecidos como bacias de ciclones tropicais. Destes, 84, incluindo dois ciclones subtropicais no Oceano Atlântico Sul e dois ciclones tropicais no Mediterrâneo, foram nomeados por várias agências meteorológicas quando atingiram ventos máximos sustentados de 35 kn (65 km/h; 40 mph). A tempestade mais forte do ano foi Winston, com um pico de pressão de 884 hPa (26.1 inHg) e com ventos sustentados de 10 minutos de 285 km/h antes de atingir Fiji. O ciclone tropical mais caro e mortal em 2016 foi o furacão Matthew, que afetou o Haiti, Cuba, Flórida, Geórgia e as Carolinas, causando US$ 15,09 bilhões em prejuízos. Mateus matou 603 pessoas; 546 no Haiti, 47 nos Estados Unidos, 4 em Cuba e República Dominicana, e 1 na Colômbia e São Vicente.
2016 teve uma quantidade ligeiramente acima da média de ciclones tropicais se formando no ano. A bacia mais ativa do ano foi a do Pacífico Ocidental, registrando um recorde de 26 tempestades nomeadas. O Pacífico Oriental também teve uma temporada acima da média, com 21 tempestades nomeadas se formando. Da mesma forma, o Atlântico Norte foi o primeiro acima da média desde 2012, com 15 tempestades nomeadas e 7 furacões se formando. A atividade acima pode ser atribuída a um padrão La Niña que se formou durante o verão do ano. No norte do Oceano Índico, houve uma temporada relativamente abaixo da média, que apresentou quatro tempestades nomeadas. O Hemisfério Sul teve atividade relativamente média durante grande parte do ano – com exceção da região australiana que permaneceu abaixo da média devido ao IOD positivo – as outras bacias do sudoeste do Oceano Índico e do Pacífico Sul apresentaram estações acima da média. Oito ciclones tropicais de categoria 5 foram formados em 2016.
Os ciclones tropicais são monitorados principalmente por um grupo de dez centros de alerta, que foram designados como Centro Meteorológico Especializado Regional (RSMC) ou Centro de Alerta de Ciclones Tropicais (TCWC) pela Organização Meteorológica Mundial. Estes são o Centro Nacional de Furacões dos Estados Unidos (NHC) e o Centro de Furacões do Pacífico Central, a Agência Meteorológica do Japão (JMA), o Departamento Meteorológico Indiano (IMD), Météo-France (MFR), Badan Meteorologi da Indonésia, Klimatologi, dan Geofisika, o Australian Bureau of Meteorology (BOM), Serviço Nacional de Meteorologia de Papua Nova Guiné, Fiji Meteorological Service (FMS), bem como MetService da Nova Zelândia. Outros notáveis centros de alerta incluem a Administração de Serviços Atmosféricos, Geofísicos e Astronômicos das Filipinas (PAGASA), o Joint Typhoon Warning Center (JTWC) dos Estados Unidos e o Centro Hidrográfico da Marinha do Brasil (BNHC).

Tomados por vários satélites ao longo de 2016, estes são os 24 ciclones tropicais que atingiram pelo menos a categoria 3 na escala Saffir-Simpson durante esse ano, de Winston em fevereiro a Nock-Ten em dezembro.

## Condições atmosféricas e hidrológicas globais

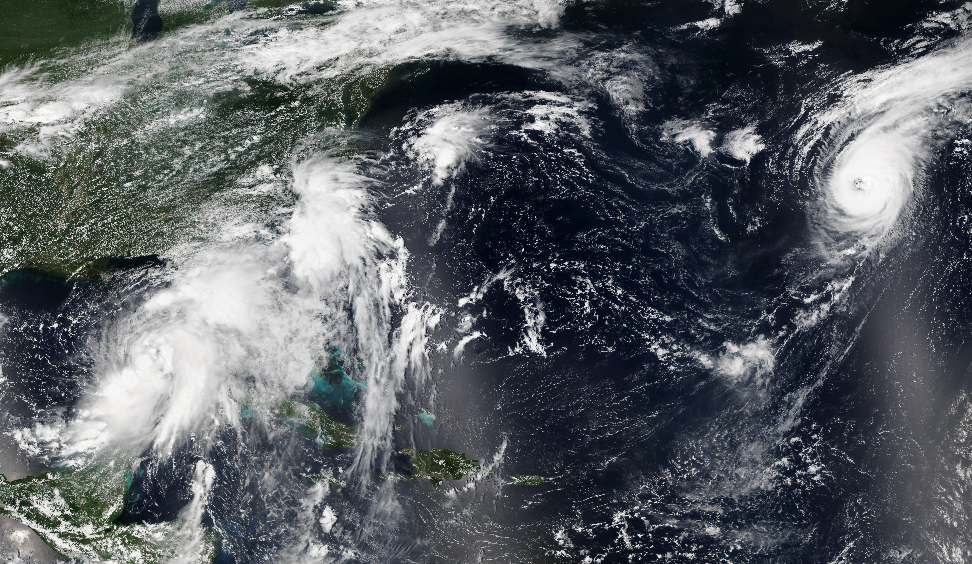
Três ciclones tropicais ativos na bacia do Atlântico em 31 de agosto. Da esquerda para a direita: Hermine (esquerda), TD Oito (nordeste de Hermine, meio) e Gaston (direita)

Durante novembro e dezembro de 2015, os valores do Índice de Niño Oceânico da NOAA atingiram um pico de 2.4 °C (4.3 °F), que ultrapassou o valor de dezembro de 1997 de 2.2 °C (4.0 °F). A NOAA informou posteriormente que a média de 3 meses de novembro de 2015 a janeiro de 2016 da ONI atingiu um pico de 2.3 °C (4.1 °F), o que significa que o evento de 2014–16 foi empatado com o evento de 1997–98 para os valores mais fortes já registrados. No entanto, no geral, o evento foi considerado um dos três eventos mais fortes do El Nino desde 1950, uma vez que havia várias maneiras diferentes de medir a força de um evento. Posteriormente, o evento começou a enfraquecer com as anomalias da temperatura da superfície do mar em todo o Pacífico equatorial diminuindo, enquanto as previsões sobre um possível evento La Niña ocorrendo em 2016 começaram a ser feitas.
Durante maio de 2016, o evento El Niño dissipou-se quase abaixo da temperatura média da superfície do mar, expandindo-se pelo leste equatorial do Oceano Pacífico. As anomalias atmosféricas sobre o Oceano Pacífico tropical também enfraqueceram e se tornaram consistentes com as condições neutras do ENSO. Essas anomalias incluíram os índices tradicionais e equatoriais da Oscilação do Sul se aproximando de zero, enquanto a convecção atmosférica e os ventos de nível superior e inferior se aproximaram da média. Como resultado disso, o BoM, o CPC da NOAA, o IRI e o JMA declararam que o El Niño, que bateu o recorde, havia terminado no final de maio/início de junho.

## Resumo sazonal

### Oceano Atlântico Norte

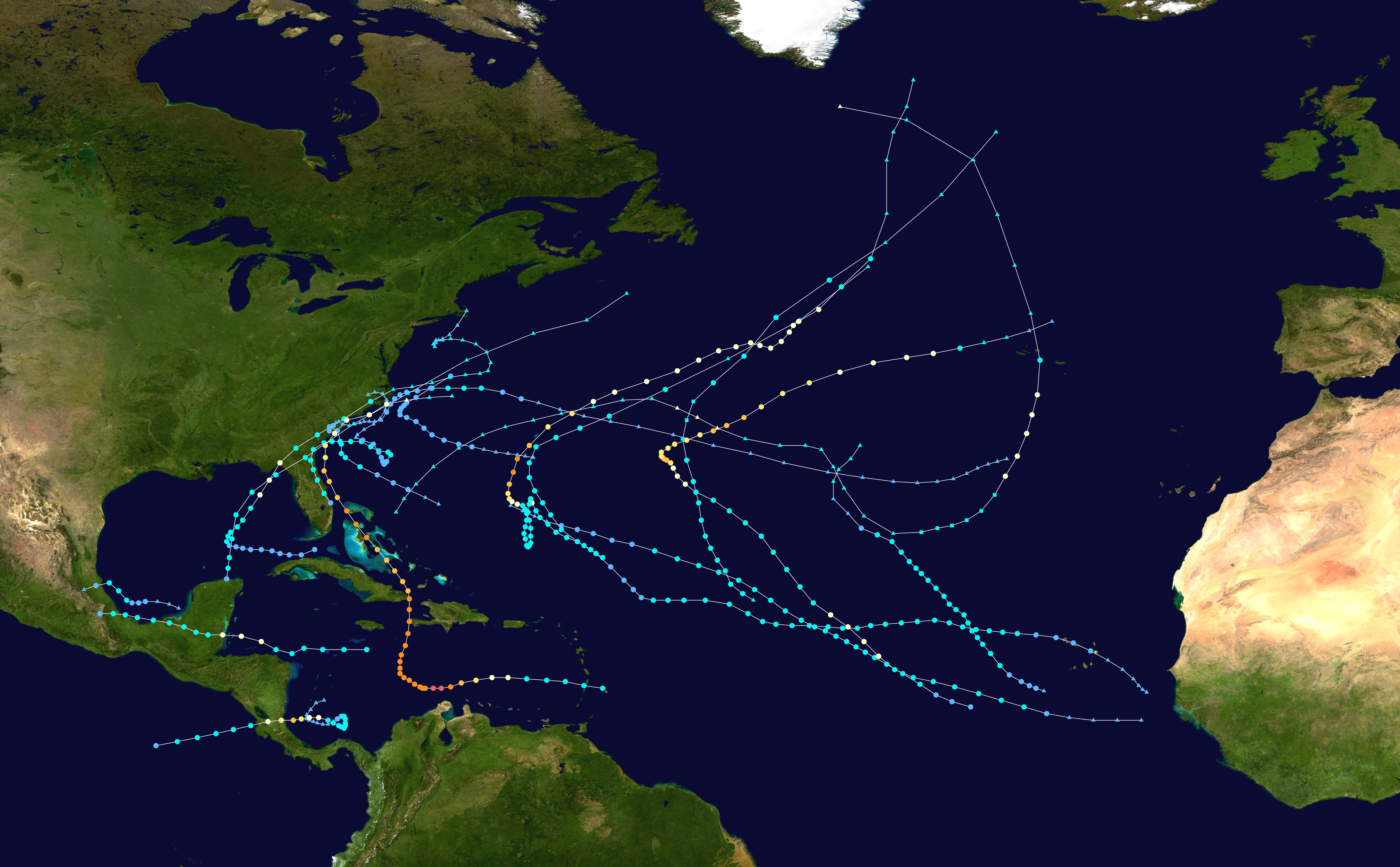
Mapa resumido da temporada de furacões no Atlântico de 2016

A temporada de furacões no Atlântico de 2016 começou oficialmente em junho 1 de 2016. Foi uma temporada acima da média e a mais ativa desde 2012, produzindo um total de 15 tempestades nomeadas, 7 furacões e 4 grandes furacões. A primeira tempestade, o furacão Alex, desenvolveu-se em 12 de janeiro, enquanto o sistema final, o furacão Otto, cruzou o Pacífico Oriental em 25 de novembro. A atividade acima do normal foi atribuída a muitos fatores. Mais significativamente, um dos eventos El Niño mais fortes registrados na história se dissipou rapidamente, transformando-se em condições frias e neutras em todo o Pacífico no final do verão. Isso levou a temperaturas da superfície do mar mais quentes do que o normal em todo o Atlântico, embora as regiões subtropicais fossem ligeiramente mais frias do que o normal; ligeiramente abaixo das pressões normais ao nível do mar; e redução do cisalhamento do vento, especialmente no Caribe, que experimentou valores recordes de cisalhamento do vento nos últimos anos. Os níveis de umidade, no entanto, estavam anormalmente secos, o que provavelmente impediu que algumas das tempestades se tornassem furacões significativos. As correntes de direção também foram diferentes dos anos anteriores, que anteriormente apresentavam um vale de baixa pressão dominando a costa leste dos Estados Unidos. Os ciclones tropicais desta temporada causaram cerca de $ 16,1 bilhões em danos e pelo menos 748 mortes, sendo a temporada mais cara desde 2012, a mais mortal desde 2008. A temporada de furacões no Atlântico terminou oficialmente em novembro 30 de 2016. A atividade da temporada foi refletida com um índice acumulado de energia ciclônica de 141 unidades, que estava bem acima do 1981-2010 mediana de 92, bem como o valor mais alto desde 2010.
O ano começou com uma tempestade anômala em janeiro: o furacão Alex, o primeiro sistema desse tipo a se desenvolver em janeiro desde 1938. A atividade aumentou no final de maio até junho, com três tempestades tropicais consecutivas: Bonnie, Colin e Danielle. As duas últimas foram as primeiras terceira e quarta tempestades registradas. Julho não viu nenhum desenvolvimento de tempestade pela primeira vez em quatro anos, no entanto. Agosto viu a formação de cinco ciclones tropicais, incluindo Earl, Fiona, Gaston, Eight e Hermine. Uma furacão categoria 1, Earl causou danos tremendos em Belize e no México. Com 81 vidas perdidas no México durante a passagem de Earl, foi o furacão mais mortal do Atlântico no país desde 2005. Gaston se tornou o primeiro grande furacão da temporada em 28 de agosto, atingindo ventos de pico de 190 km/h (120 mph) sobre o Atlântico centra l. Em 1 de setembro, Hermine atingiu a Península da Flórida como uma furacão categoria 1, encerrando uma seca de 11 anos de furacões no estado, que começou após o furacão Wilma em outubro de 2005.
Setembro apresentou outros cinco ciclones tropicais: Ian, Julia, Karl, Lisa e Matthew, o último dos quais persistiu em outubro. Matthew provou ser a tempestade mais significativa da temporada, tornando-se a primeira furacão categoria 5 no Atlântico desde o furacão Felix em 2007, e, com um número de mortos de mais de 600, foi o mais mortal na bacia do Atlântico desde o furacão Stan em 2005. Posteriormente, atingiu o Haiti como uma furacão categoria 4 e infligiu danos catastróficos em toda a nação empobrecida. Matthew também causou grandes danos em Cuba, nas Bahamas e no sudeste dos Estados Unidos. Ao mesmo tempo, o furacão Nicole serpenteou ao sul das Bermudas por mais de uma semana antes de atingir diretamente o território como um grande furacão. As quatro semanas seguintes foram tranquilas, até que o furacão Otto se formou no sudoeste do Caribe no final de novembro. Otto acabou se tornando o maior furacão de formação mais recente na bacia do Atlântico, superando uma tempestade em 1934. Depois de atingir a Nicarágua e se tornar o primeiro furacão registrado a passar pela Costa Rica, Otto – o último ciclone tropical da temporada – emergiu na bacia do Pacífico Leste em 25 de novembro, a primeira ocorrência desse tipo desde o furacão Cesar-Douglas em 1996.

### Oceanos Pacífico Oriental e Central

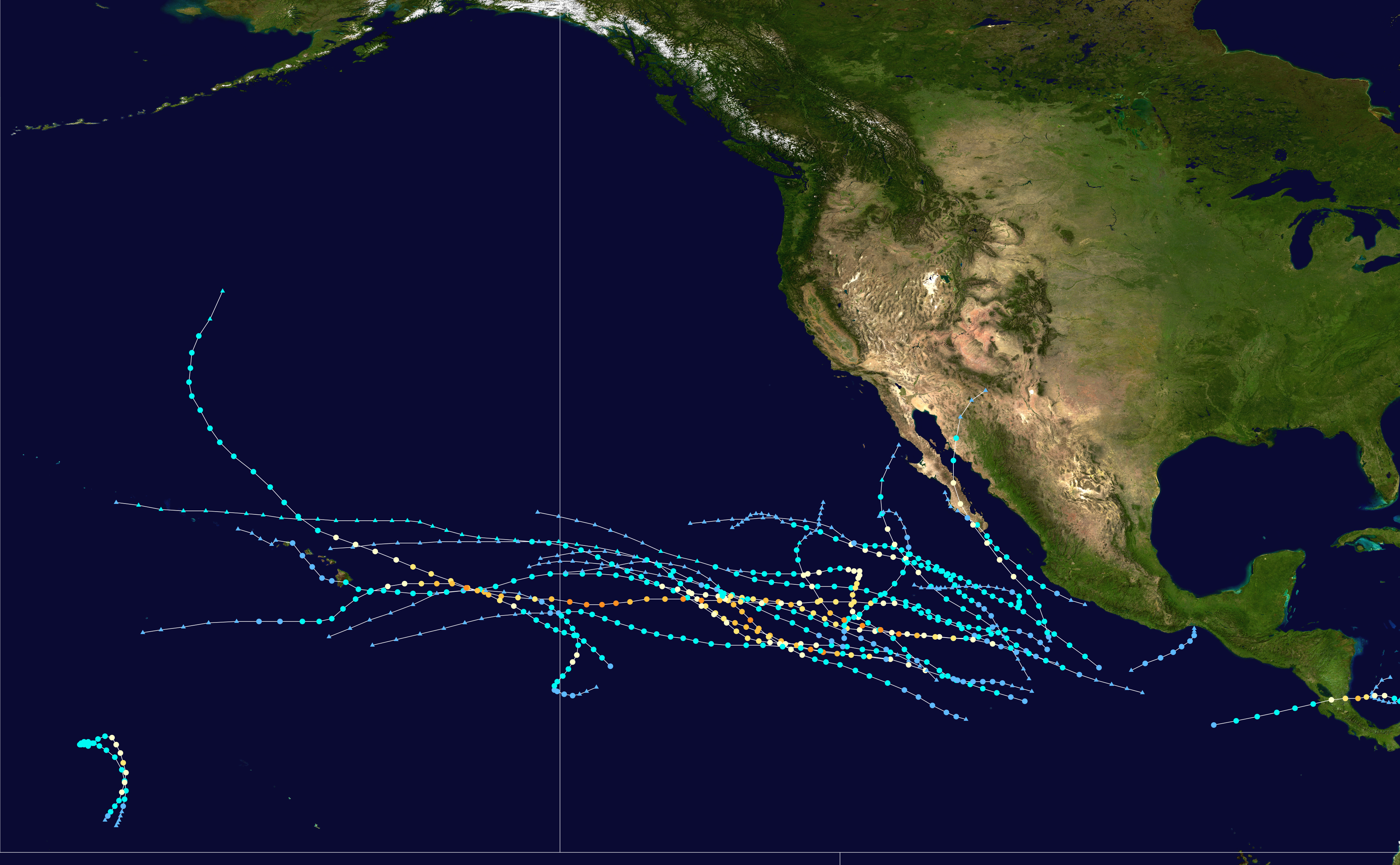
Mapa resumido da temporada de furacões de 2016 no Pacífico

A temporada foi empatada como a quinta temporada mais ativa já registrada, ao lado da temporada de 2014. Ao longo do ano, um total de 22 tempestades nomeadas, 13 furacões e seis grandes furacões foram observados na bacia. Embora a temporada tenha sido muito ativa, foi consideravelmente menos ativa do que na temporada anterior, com grandes intervalos de inatividade no início e no final da temporada. Começou oficialmente em maio 15 no Pacífico oriental, e em junho 1 no Pacífico central; ambos terminaram em 30 de novembro. Conforme ilustrado pelo furacão Pali, que se tornou o primeiro ciclone tropical do Pacífico Central registrado, a formação de ciclones tropicais é possível em qualquer época do ano. Embora o Pali tenha se formado em janeiro, a temporada começou com um início muito inativo; pela primeira vez desde 2011, nenhuma depressão tropical ou tempestade se formou durante o mês de maio, e nenhuma tempestade nomeada se formou em junho desde 2007.
Agatha formou-se em 2 de julho, a mais recente primeira tempestade nomeada no Pacífico oriental desde 1969. Apesar disso, a temporada estabeleceu o recorde de maior número de tempestades na primeira quinzena de julho. Quando Georgette se formou em 21 de julho, tornou-se a sétima tempestade nomeada a se formar no mês de julho; igualando o recorde anterior estabelecido em 1985 e 2015 para o julho mais ativo desde o início dos registros confiáveis. E quando Frank se tornou um furacão (depois que Georgette o fez), marcou um recorde de 5 furacões em julho. Finalmente, Howard se formou em 31 de julho, no entanto, não foi nomeado até 1º de agosto, uma tempestade nomeada antes do recorde. Apesar disso, a temporada empatou o recorde estabelecido em 1985 com as tempestades mais nomeadas em julho. A atividade em agosto foi ligeiramente menos ativa do que em julho. Lester e Madeline ameaçaram a Ilha Grande com força de furacão. Lester passou ao norte das ilhas, Madeline trouxe um pouco de chuva quando a tempestade se dissipou ao sul do Havaí. Javier e Newton seguiram caminhos semelhantes perto da costa mexicana, com ambos chegando à península de Baja California em agosto e início de setembro, respectivamente. Depois que Newton começou em setembro; Os furacões Orlene, Paine e a tempestade tropical Roslyn seguiram se formando longe da terra. O furacão Ulika se tornou o primeiro ciclone tropical registrado a cruzar 140°W três vezes; também se tornou a primeira tempestade nomeada na bacia do Pacífico Central desde Pali em janeiro. Ulika foi a primeira tempestade desde Ela em 2015 a se formar no Pacífico Oriental, mas não foi nomeada até entrar no Pacífico Central. Depois de um outubro excepcionalmente calmo, o furacão Seymour se tornou o sexto maior furacão da temporada, bem como o mais forte. A tempestade tropical Tina se formou perto da costa do México em meados de novembro. No final de novembro, a tempestade tropical Otto entrou na bacia pelo Atlântico, tornando-se apenas o décimo oitavo ciclone a fazê-lo ; no entanto, dissipou-se rapidamente devido a condições desfavoráveis.

### Oceano Pacífico Ocidental

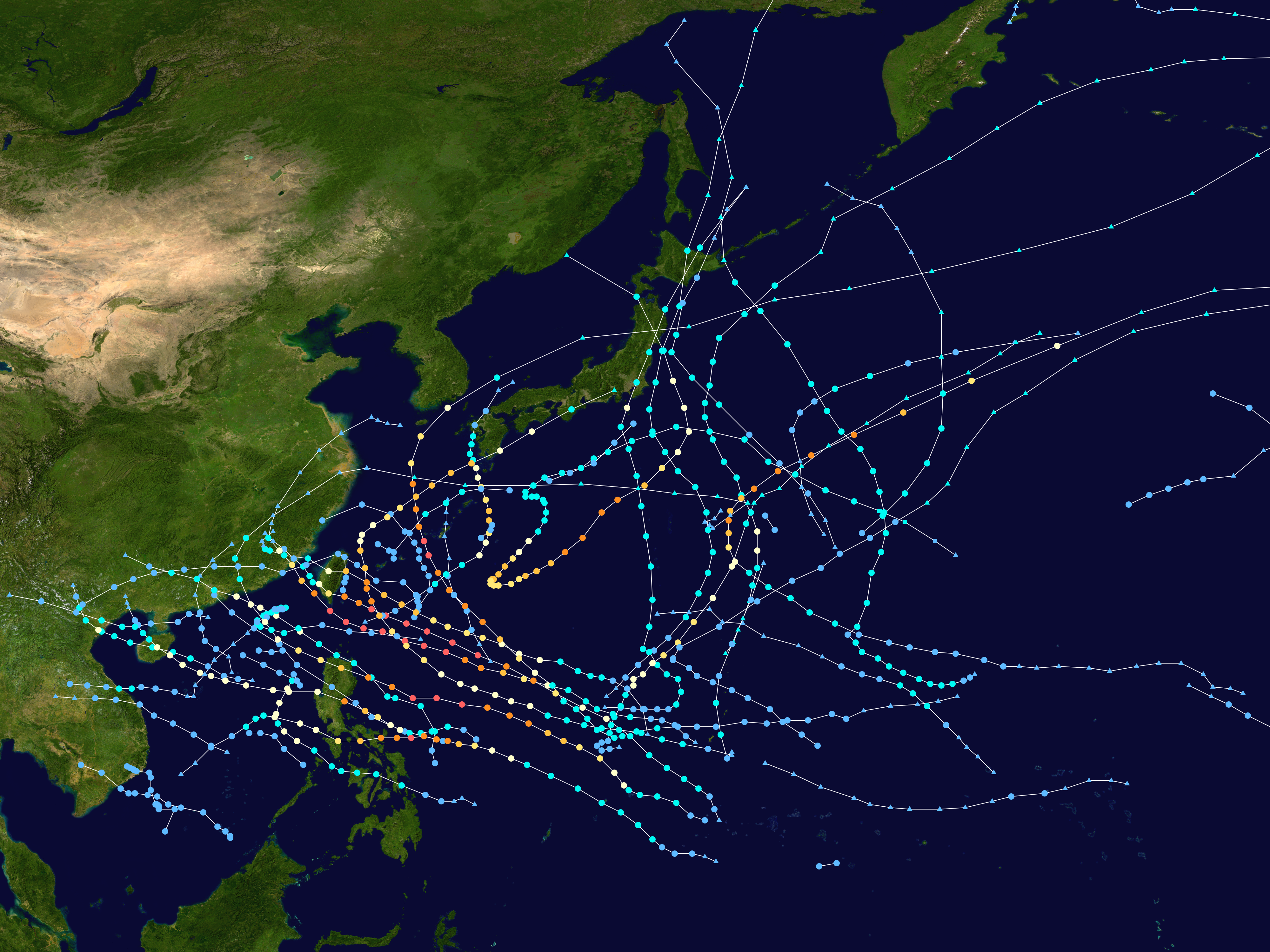
Mapa resumido da temporada de tufões de 2016 no Pacífico

A temporada de 2016 é considerada o quarto início mais recente de uma temporada de tufões no Pacífico desde o início dos registros confiáveis. Foi uma temporada média, com um total de 26 tempestades nomeadas, 13 tufões e seis supertufões. Apesar do início tardio da temporada, a temporada de 2016 foi normal e ativa, com um total de 53 depressões tropicais, das quais 26 se tornaram tempestades tropicais. Após cinco meses de inatividade, a primeira depressão tropical se desenvolveu em 26 de maio, tornando-se a quinta última estação para a formação de um sistema. De acordo com os registros existentes, apenas quatro outras temporadas começaram depois - as temporadas de 1973, 1983, 1984 e 1998. A atividade tropical em toda a bacia tornou-se marginalmente favorável ao desenvolvimento, e duas depressões tropicais se desenvolveram durante o mês de junho. Em 3 de julho, Nepartak se tornou a primeira tempestade tropical nomeada, tornando-se a segunda mais recente tempestade nomeada registrada. A nomeação de Nepartak encerrou um período de 199 dias (de 17 de dezembro de 2015 a 2 de julho de 2016) durante o qual nenhuma tempestade nomeada estava ativa na bacia; esse período empatou com o período de 199 dias de 22 de dezembro de 1997 a 8 de julho de 1998. O Nepartak atingiu a intensidade do supertufão de categoria 5 antes de atingir a costa de Taiwan e do leste da China, causando um total de US$ 1,52 bilhão em danos. No final de julho, a tempestade tropical Mirinae atingiu seu pico de intensidade ao atingir o Delta do Rio Vermelho, no norte do Vietnã. A tempestade causou um total de US$ 334 milhões em danos em Ainão e no Vietnã. Mais tarde, Nida chegou perto da força do tufão; afetou as Filipinas, o sul da China e o Vietnã, mas seus danos foram menores que os de Mirinae. A temporada tornou-se mais ativa em agosto, com 7 tempestades nomeadas. Com exceção de Dianmu, que afetou o sul da China, a Indochina, todos os ciclones tropicais de agosto afetaram o Japão e o Extremo Oriente da Rússia. No final de agosto, três tempestades (Chanthu, Lionrock e Kompasu) atingiram a ilha japonesa de Hokkaidō, a maior desde 1951. Lionrock foi um ciclone tropical grande, poderoso, de longa duração e errático que causou inundações e vítimas significativas na Coreia do Norte e no Japão no final de agosto.
Em setembro, o tufão Meranti se tornou o tufão mais forte em termos de pressão desde o tufão Megi em 2010, bem como o tufão mais forte em termos de ventos sustentados desde o tufão Haiyan em 2013, e o segundo ciclone tropical mais forte do mundo em 2016, atrás apenas do ciclone Winston, em termos de pressão. O tufão Megi atingiu seu pico de intensidade como um tufão de categoria 3 ao atingir Taiwan. Tanto o Meranti quanto o Megi atingiram a costa de Fujian, na China, e causaram um total de US$ 3,6 bilhões em danos. Rai se tornou uma tempestade tropical fraca antes de atingir o Vietnã, Laos e Tailândia em meados de setembro, causando inundações e danos moderados. O tufão Malakas impactou o Japão com um total de quase US$ 740 milhões em danos como um tufão de categoria 4. No final de setembro e início de outubro, o tufão Chaba atingiu a intensidade de supertufão de categoria 5 e se tornou o ciclone tropical mais forte a atingir a Coreia do Sul desde Sanba em 2012. Chaba também causou 7 mortes no país. Uma depressão tropical se formou a leste da Linha Internacional de Data em 3 de outubro e entrou na bacia antes de se transformar no tufão Songda. Songda atingiu a região noroeste do Pacífico dos Estados Unidos e Canadá como um poderoso ciclone extratropical. A severa tempestade tropical Aere afetou partes do Sudeste Asiático em meados de outubro, incluindo a pior inundação no Vietnã desde 2010, causando um total de US$ 209 milhões de danos. Mais tarde, o tufão Sarika tornou-se um poderoso tufão e afetou as Filipinas, a China e o Vietnã, causando graves danos e graves inundações no sul da China. Depois de Sarika, o tufão Haima alcançou a força de supertufão de categoria 5 antes de impactar as Filipinas e a China, causando um total de US$ 1,93 bilhão em danos. Haima foi o ciclone tropical mais severo a afetar Hong Kong em outubro desde 1995. No início de novembro, uma depressão tropical atingiu o sul do Vietnã e causou fortes inundações em todo o centro e sul do Vietnã, causando danos moderados. No final de dezembro, Nock-ten se tornou o ciclone tropical de Natal mais forte já registrado em qualquer lugar do mundo desde pelo menos 1960 em termos de ventos sustentados de 1 minuto, antes de atingir as Filipinas.

### Oceano Índico Norte

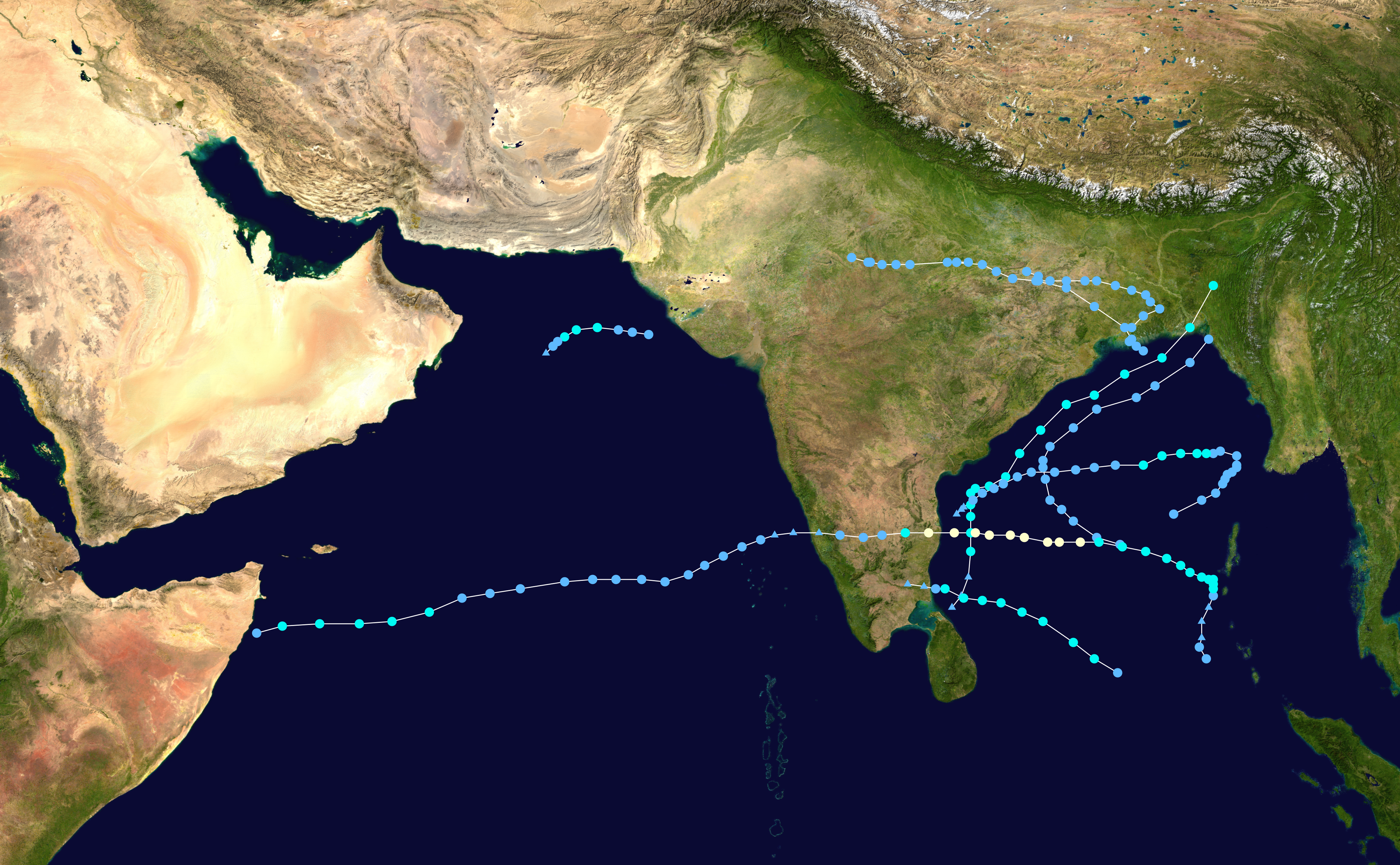
Mapa resumido da temporada de ciclones do Oceano Índico de 2016

A temporada de 2016 foi a mais mortal desde 2010, matando mais de 400 pessoas. A temporada foi mediana, com quatro tempestades nomeadas, com uma intensificando ainda mais em uma tempestade ciclônica muito severa. A temporada começou oficialmente com a formação do ciclone Roanu na Baía de Bengala em 17 de maio. O início de junho não testemunhou tempestades, embora muitas áreas de baixa pressão se formassem sobre a Baía de Bengala, mas nenhuma delas se intensificou em depressão, devido a uma forte monção de sudoeste. No final de junho, formou-se a Depressão ARB 01, mas enfraqueceu em dois dias. Julho não testemunhou tempestades até que uma profunda depressão se formou em agosto, sob a influência de uma circulação ciclônica de ar superior sobre Gangetic West Bengal. No entanto, várias áreas de baixa pressão se desenvolveram sobre a Baía de Bengala, com a formação da tempestade ciclônica Kyant em outubro e a tempestade ciclônica Nada em novembro. Devido à presença de temperaturas quentes na superfície do mar, o ciclone muito severo Vardah se formou em dezembro.

### Oceano Índico Sudoeste

#### Janeiro-junho
Cinco tempestades nomeadas foram formadas, incluindo uma sem nome e outra que foi cruzada na região australiana. O Corentin foi formado em 20 de janeiro. Em fevereiro, a bacia tornou-se um pouco ativa com a formação de Daya, e Uriah entrando na bacia dias depois. O Emeraude se formou em março, atingindo rapidamente o pico de intensidade de um ciclone tropical intenso, antes de enfraquecer rapidamente. A tempestade tropical moderada 07 se formou no final de março. Em abril, a temporada começou a desacelerar. O ciclone tropical muito intenso Fantala formou-se perto do final do mês e atingiu o pico de intensidade como o ciclone tropical mais forte registrado na bacia em termos de ventos sustentados. Fantala se dissipou em 24 de abril, encerrando a temporada.

#### Julho–dezembro
Dois sistemas foram formados em 2016, de fato foi o menos ativo.

### Região da Austrália

#### Janeiro-junho
Durante a temporada, apenas três ciclones tropicais se desenvolveram na região australiana, o que significa que a temporada foi considerada a menos ativa desde que registros confiáveis começaram em 1969. Essa baixa atividade foi parcialmente atribuída ao evento El Niño de 2014–16, que causou o deslocamento dos sistemas para o leste na bacia do ciclone tropical do Pacífico Sul. Um evento positivo do Dipolo do Oceano Índico causou águas mais frias do que o normal no leste tropical do Oceano Índico, perto da Indonésia, que por sua vez limitou o desenvolvimento perto da Austrália Ocidental durante a primeira parte da temporada.
Posteriormente, Stan atingiu a Austrália Ocidental e impactou várias commodities, incluindo petróleo, gás natural e minério de ferro. No entanto, os impactos foram limitados devido à baixa população da região. A baixa tropical precursora do ciclone tropical Uriah desenvolveu-se sobre o Oceano Índico, dentro de uma monção de baixa pressão durante 9 de fevereiro. O sistema posteriormente se desenvolveu ainda mais e foi nomeado Uriah em 13 de fevereiro, antes de sair da região no dia seguinte. O ciclone tropical Tatiana evoluiu para um ciclone tropical durante o dia 11 de fevereiro, enquanto estava localizado sobre o Mar de Coral. Nos dias seguintes, o sistema permaneceu sobre a água e se dissipou durante o dia 15 de fevereiro, depois de produzir algumas ondas poderosas e de longo período ao longo das praias de Queensland. Depois que Tatiana se dissipou, quatro baixas tropicais ocorreram na região antes do final da temporada em 30 de abril, incluindo a baixa tropical remanescente do ciclone tropical severo Winston.

#### Julho–dezembro
Oito sistemas e uma tempestade nomeada foram formados em 2016.

### Oceano Pacífico Sul

#### Janeiro-junho
A temporada foi uma das mais desastrosas temporadas de ciclones tropicais do Pacífico Sul já registradas, com um total de 50 mortes e $ 1,405 bilhões (2016 USD ) em danos. Ao longo da temporada, 8 sistemas atingiram o status de ciclone tropical, enquanto 5 se tornaram ciclones tropicais severos. De longe, o ciclone mais notável da temporada foi o Winston, que atingiu uma pressão mínima de 884 hPa (mbar; 26,10 inHg) e ventos sustentados máximos de dez minutos de 282 km/h (175 mph), tornando-o o ciclone tropical mais intenso já registrado no Hemisfério Sul. Winston passou a devastar Fiji, causando $ 1,4 bilhões (2016 USD ) em danos e 44 mortes em todo o país.
Enquanto isso, o 06F se desenvolveu ao norte da Ilha Wallis, mas foi absorvido pelo ciclone Ula. Victor acabou com a primeira série de tempestades, dissipando-se em 24 de janeiro. Depois disso, a bacia ficou inativa por três semanas; no entanto, uma série de tempestades começou a se formar em fevereiro. Winston liderou o mês, formando em 7 de fevereiro. Semelhante a Ula, a tempestade atingiu um pico preliminar, enfraqueceu, mas depois se intensificou rapidamente em um ciclone tropical severo de categoria 5, atingindo a costa perto de Suva, Fiji, com força máxima. Isso fez de Winston o ciclone tropical mais forte já registrado a impactar Fiji. Winston então mudou-se para o sudoeste, fora da bacia, em 26 de fevereiro, dissipando-se em 1º de março. O ciclone Tatiana entrou brevemente na bacia em 12 de fevereiro, mas se dissipou no dia seguinte, ao sair da bacia. Seguiu-se o ciclone Yalo e uma depressão tropical: Yalo se dissipou em 26 de fevereiro, enquanto 12F se dissipou em 1 de março. A bacia tornou-se inativa novamente com o fim da temporada. Apesar disso, a Depressão Tropical 13F se formou em 19 de março e se dissipou três dias depois. A bacia voltou a ficar dormente novamente, com a aproximação do final de março, até que outra depressão tropical se formou no início de abril. Uma das três depressões se tornou o ciclone Zena, que causou mais problemas às quase dizimadas Fiji. O ciclone Amos se formou no final de abril e passou por Samoa e Samoa Americana.

#### Julho–dezembro
Depois de uma temporada de ciclones tropicais quase média, mas destrutiva, durante o ano anterior, a primeira perturbação tropical da temporada se desenvolveu ao norte-nordeste de Niue em 12 de novembro No entanto, nos meses seguintes, nenhum ciclone tropical nomeado se desenvolveu. Isso foi atribuído a uma série de fatores, incluindo uma zona de convergência do Pacífico Sul mal organizada e um episódio previsto de La Niña que não se desenvolveu.

### Oceano Atlântico Sul

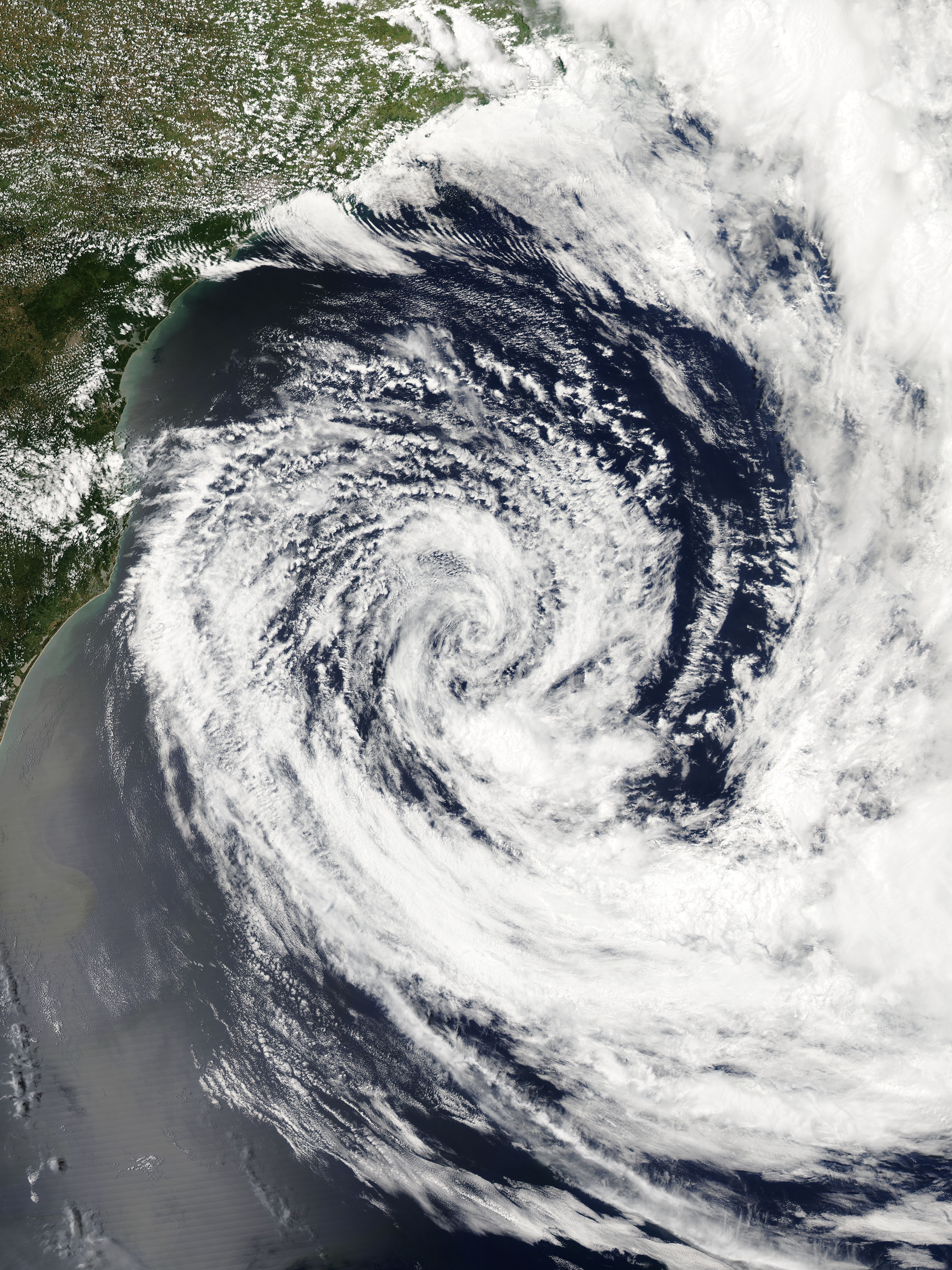
Tempestade subtropical Eçaí, o ciclone subtropical ou tropical mais forte de 2016.

Três sistemas e duas tempestades subtropicais ou tropicais nomeadas foram formadas em 2016. Em 5 de janeiro de 2016, o Centro Hidrográfico da Marinha do Brasil emitiu alertas sobre uma depressão subtropical que se formou a leste de Vitória, no Espírito Santo. No dia seguinte, o sistema se fortaleceu em uma depressão tropical, e outras agências consideraram o sistema um investimento, designando-o como 90Q ;  no entanto, em 7 de janeiro, a depressão tropical se dissipou.
Uma depressão subtropical se formou a sudoeste do Rio de Janeiro em 15 de novembro de 2016. Ele se intensificou em uma tempestade subtropical e recebeu o nome de Deni em 16 de novembro. Movendo-se para o sul-sudeste, Deni logo se tornou extratropical pouco antes da meia-noite UTC de 17 de novembro.
Um ciclone extratropical entrou no Oceano Atlântico Sul vindo de Santa Catarina no início de 4 de dezembro de 2016. Mais tarde, intensificou-se rapidamente e depois transitou para uma tempestade subtropical pouco antes das 22:00 BRST (00:00 UTC de 5 de dezembro), com o nome Eçaí atribuído pelo Centro Hidrográfico da Marinha do Brasil. Eçaí começou a decair em 5 de dezembro e enfraqueceu para uma depressão subtropical por volta das 00:00 UTC de 6 de dezembro.

### Mar Mediterrâneo

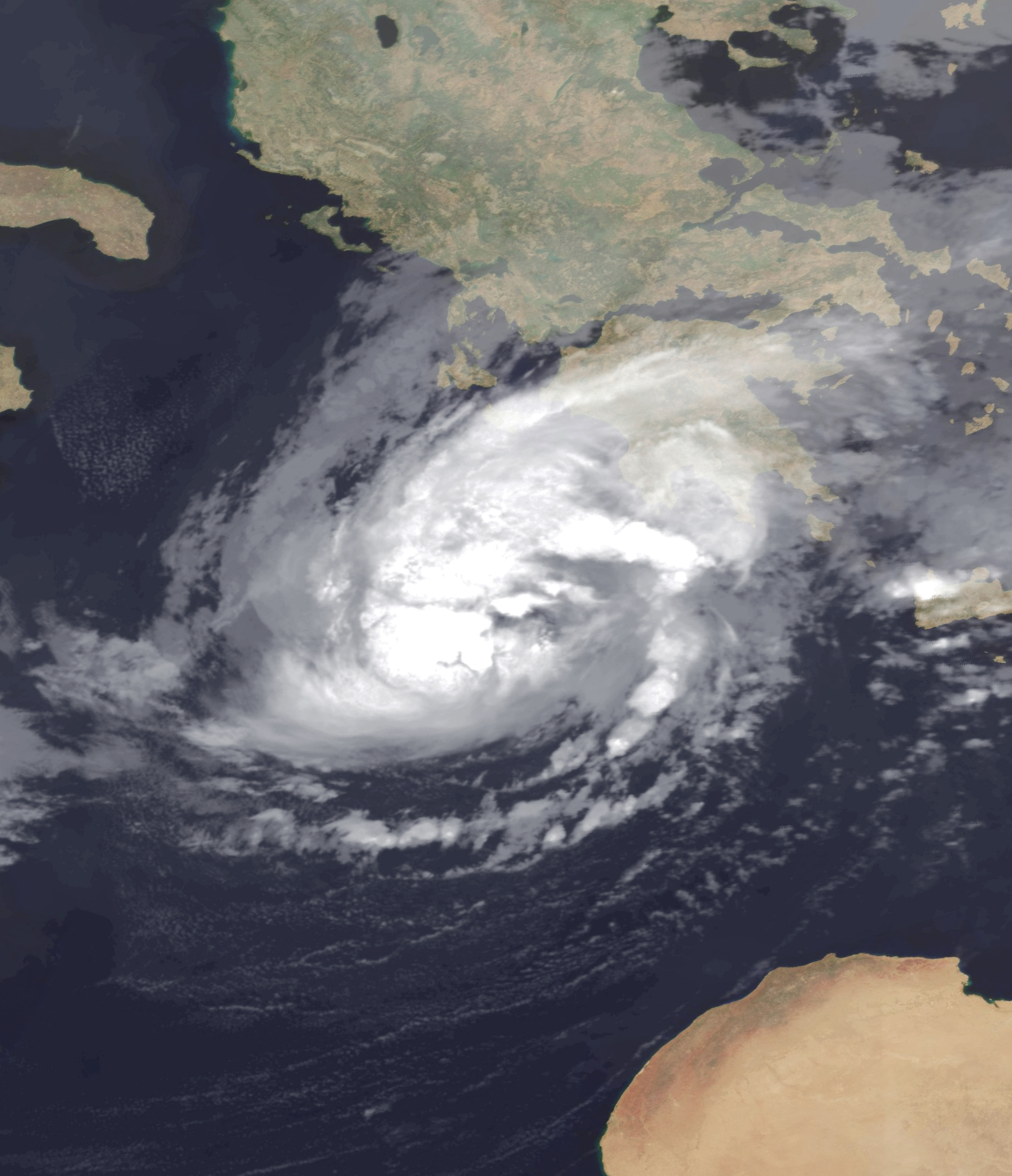
90M em 31 de outubro de 2016

Dois sistemas tropicais foram formados no Mar Mediterrâneo em 2016. No início de 28 de outubro de 2016, 35 milhas por hora (56 km/h) um ciclone extratropical começou a se desenvolver ao sul da Calábria, no mar Jônico. O sistema se intensificou rapidamente, atingindo velocidades de vento de 50 milhas por hora (80 km/h) enquanto se movia lentamente para o oeste, causando ondas altas e pequenos danos aos carros perto da cidade maltesa de Valletta, enfraquecendo no dia seguinte e começando a se mover para o leste. No entanto, mais tarde naquele dia, começou a se intensificar novamente e passou por uma transição tropical. Às 12:00 UTC em 30 de outubro, o sistema mostrou ventos sustentados de 10 minutos de 56 kn (104 km/h). Tornou-se uma tempestade tropical em 31 de outubro. Depois de passar por Creta, a tempestade começou a enfraquecer rapidamente, com a tempestade degenerando em uma baixa extratropical em 1 de novembro. A tempestade tropical 90M também foi apelidada de " Medicane Trixi " por alguns meios de comunicação na Europa durante sua duração. Nenhuma fatalidade ou estatísticas de chuva foram relatadas para este sistema que esteve em águas abertas na maior parte do tempo.

## Sistemas

### Janeiro

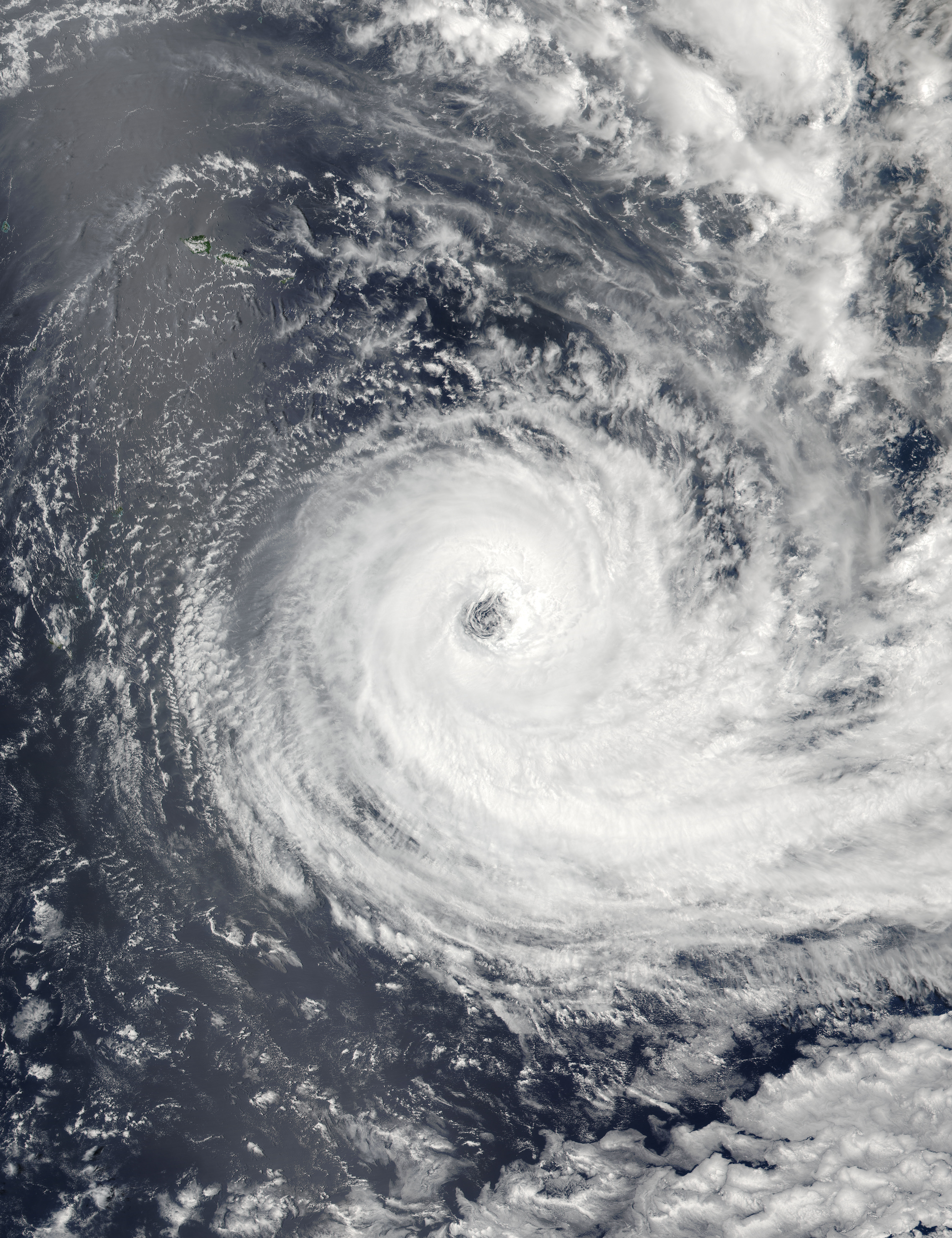
Ciclone Victor

Janeiro teve atividade acima da média em termos de sistemas formados, com seis ciclones tropicais, dos quais cinco foram nomeados. O furacão Pali se tornou o primeiro ciclone tropical já registrado no Oceano Pacífico, superando a tempestade tropical Winona em 1989. A temporada de furacões no Atlântico começou com a formação do furacão Alex em 12 de janeiro, tornando-se o primeiro furacão no Atlântico a ocorrer em janeiro desde o furacão Alice de 1954–1955. Sem relação com Alex, a formação do furacão Pali sobre o Pacífico Central no início de janeiro coincidiu com o desenvolvimento de Alex sobre o Atlântico. Isso marcou a primeira ocorrência simultânea de ciclones tropicais em janeiro entre essas duas bacias. A severa tempestade tropical Corentin se formou na costa do sudoeste do Oceano Índico, enquanto no Pacífico Sul o ciclone Victor foi formado.
| Nome da tempestade | Datas ativas       | Vento máximo km/h (mph) | Pressão min.(mbar) | Áreas afetadas                                    | Danos (USD)  | Mortos | Refs                               |
| ------------------ | ------------------ | ----------------------- | ------------------ | ------------------------------------------------- | ------------ | ------ | ---------------------------------- |
| Pali               | 7 a 14 de janeiro  | 155 (100)               | 978                | Kiribati                                          | Desconhecido | 4      | [ 60 ] [ 61 ] [ 62 ] [ 63 ] [ 64 ] |
| Alex               | 12 a 15 de janeiro | 140 (85)                | 981                | Bermudas, Açores                                  | Mínimo       | 1      | [ 21 ]                             |
| Victor             | 14 a 22 de janeiro | 150 (90)                | 958                | Ilhas Cook Setentrionais, Niue, Tonga             | Nenhum       | Nenhum |                                    |
| 07U                | 19 a 25 de janeiro | Desconhecido            | Desconhecido       | Nenhum                                            | Nenhum       | Nenhum |                                    |
| Corentin           | 20 a 25 de janeiro | 110 (70)                | 970                | Nenhum                                            | Nenhum       | Nenhum | [ 41 ]                             |
| Stan               | 27 a 31 de janeiro | 100 (65)                | 980                | Austrália Ocidental Austrália Meridional, Vitória | Desconhecido | Nenhum |                                    |

### Fevereiro

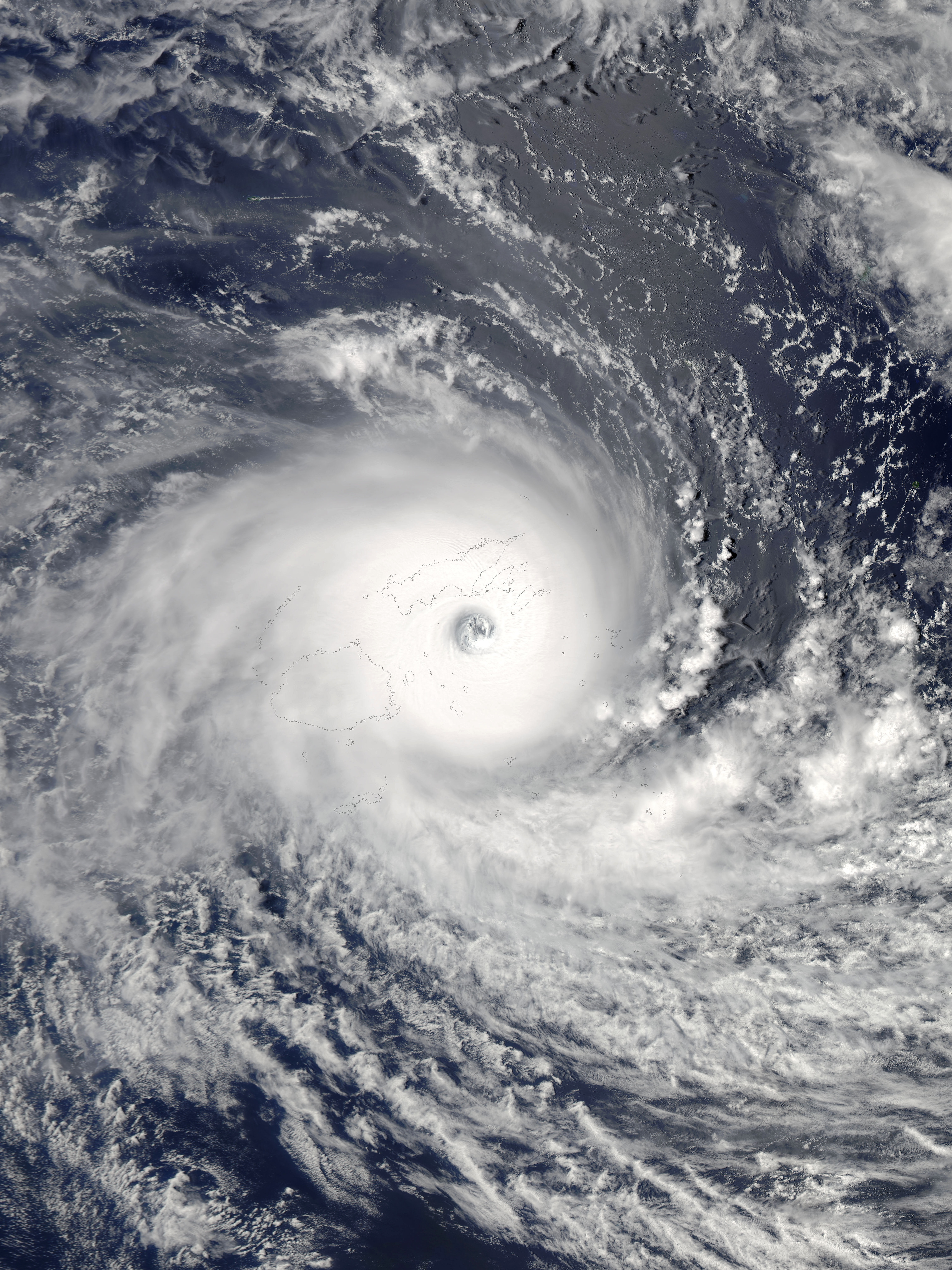
Ciclone Winston

| Nome da tempestade | Datas ativas                  | Vento máximo km/h (mph) | Pressão min.(mbar) | Áreas afetadas                 | Danos (USD)    | Mortos | Refs         |
| ------------------ | ----------------------------- | ----------------------- | ------------------ | ------------------------------ | -------------- | ------ | ------------ |
| Winston            | 7 de fevereiro a 3 de março   | 280 (175)               | 884                | Vanuatu, Fiji, Tonga, Niue     | US$ 1,4 bilhão | 44     | [ 1 ] [ 65 ] |
| Daya               | 8 a 12 de fevereiro           | 75 (45)                 | 992                | Madagáscar, Reunião, Maurícias | Desconhecido   | Nenhum | [ 42 ]       |
| Urias              | 9 a 19 de fevereiro           | 205 (125)               | 925                | Ilhas Cocos (Keeling)          | Menor          | Nenhum | [ 43 ]       |
| Tatiana            | 9 a 14 de fevereiro           | 95 (60)                 | 982                | Queensland                     | Nenhum         | Nenhum |              |
| 11U                | 14 a 16 de fevereiro          | Desconhecido            | Desconhecido       | Nenhum                         | Nenhum         | Nenhum |              |
| Yalo               | 24 a 26 de fevereiro          | 75 (45)                 | 993                | Ilhas Cook, Polinésia Francesa | Nenhum         | Nenhum |              |
| 12F                | 29 de fevereiro a 1º de março | Desconhecido            | 1000               | Polinésia Francesa             | Nenhum         | Nenhum |              |

### Março

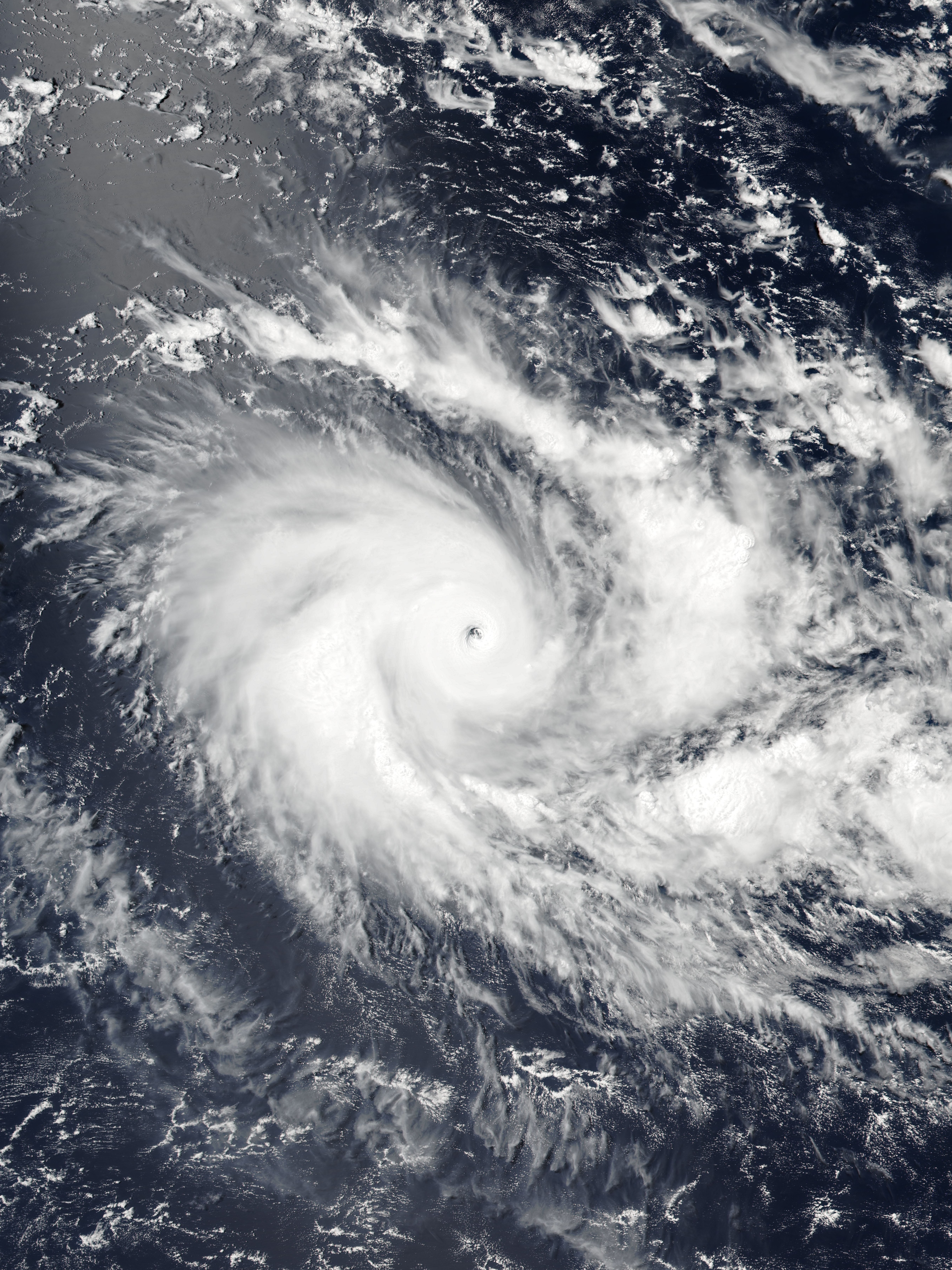
Ciclone Emeraude

| Nome da tempestade | Datas ativas     | Vento máximo km/h (mph) | Pressão min.(mbar) | Áreas afetadas                  | Danos (USD) | Mortos | Refs   |
| ------------------ | ---------------- | ----------------------- | ------------------ | ------------------------------- | ----------- | ------ | ------ |
| 12U                | 1 a 6 de março   | 65 (40)                 | 1000               | Nenhum                          | Nenhum      | Nenhum |        |
| 14U                | 14 a 16 de março | 55 (35)                 | 998                | Território do Norte, Queensland | Nenhum      | Nenhum |        |
| Emeraude           | 15 a 21 de março | 205 (125)               | 940                | Nenhum                          | Nenhum      | Nenhum | [ 44 ] |
| 13F                | 19 a 22 de março | Desconhecido            | 998                | Nova Caledónia, Vanuatu         | Nenhum      | Nenhum |        |
| 07                 | 28 a 30 de março | 85 (50)                 | 992                | Nenhum                          | Nenhum      | Nenhum | [ 45 ] |

### Abril

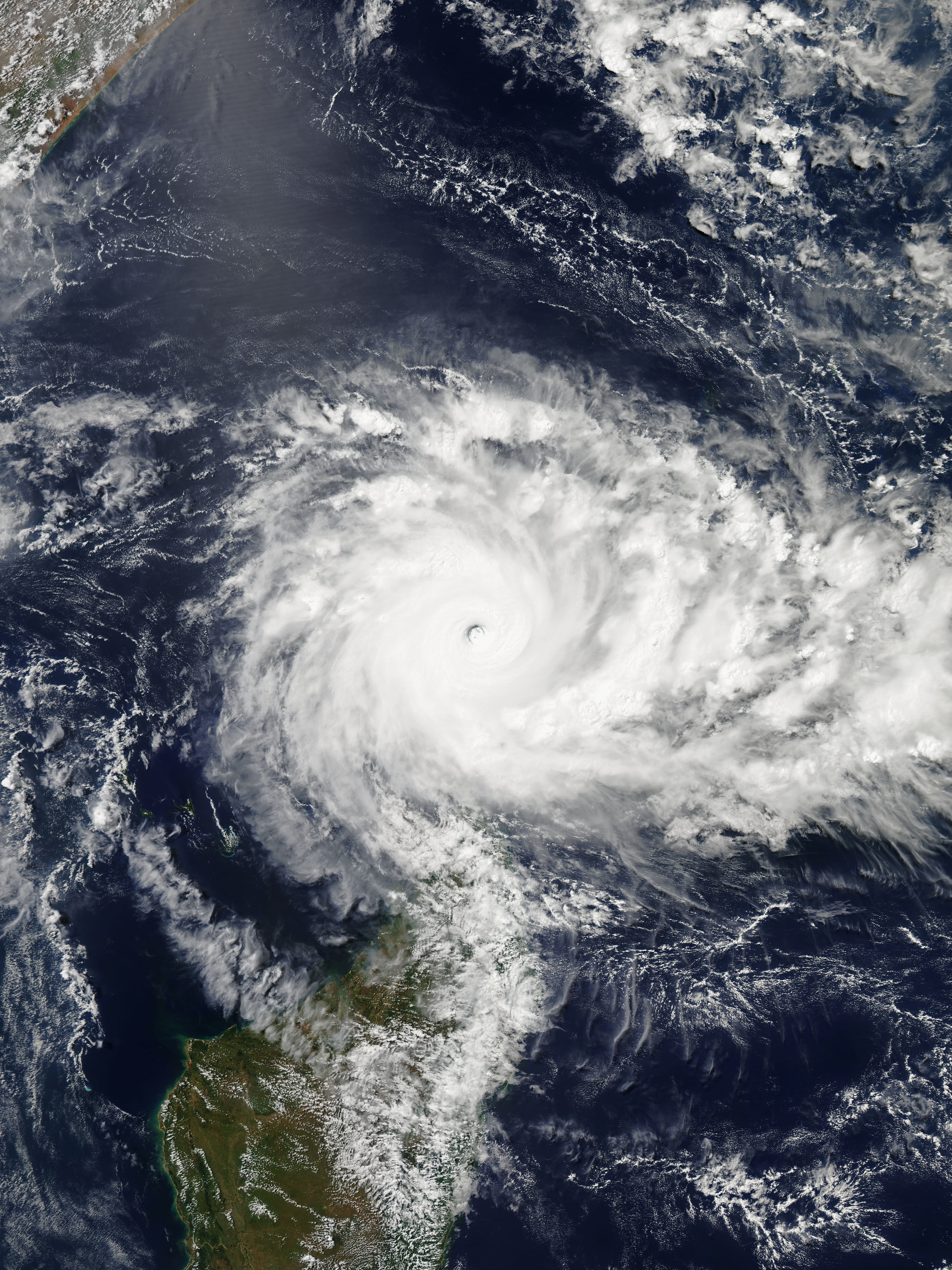
Ciclone Fantala

| Nome da tempestade | Datas ativas     | Vento máximo km/h (mph) | Pressão min.(mbar) | Áreas afetadas                           | Danos (USD)     | Mortos | Refs   |
| ------------------ | ---------------- | ----------------------- | ------------------ | ---------------------------------------- | --------------- | ------ | ------ |
| 14F                | 1 a 5 de abril   | Desconhecido            | 1002               | Vanuatu                                  | Nenhum          | Nenhum |        |
| 15F                | 2 a 6 de abril   | Desconhecido            | 998                | Fiji                                     | Nenhum          | Nenhum |        |
| Zena               | 5 a 7 de abril   | 130 (80)                | 975                | Ilhas Salomão, Vanuatu, Fiji, Tonga      | Mínimo          | 2      | [ 66 ] |
| Fantala            | 11 a 23 de abril | 250 (155)               | 910                | Agalega, Seicheles, Madagascar, Tanzânia | US$ 4,5 milhões | 13     | [ 67 ] |
| Amos               | 20 a 24 de abril | 150 (90)                | 965                | Fiji, Ilha Wallis, Ilhas Samoa           | Mínimo          | Nenhum |        |
| 18F                | 20 a 27 de abril | Desconhecido            | 1002               | Polinésia Francesa                       | Nenhum          | Nenhum |        |

### Maio

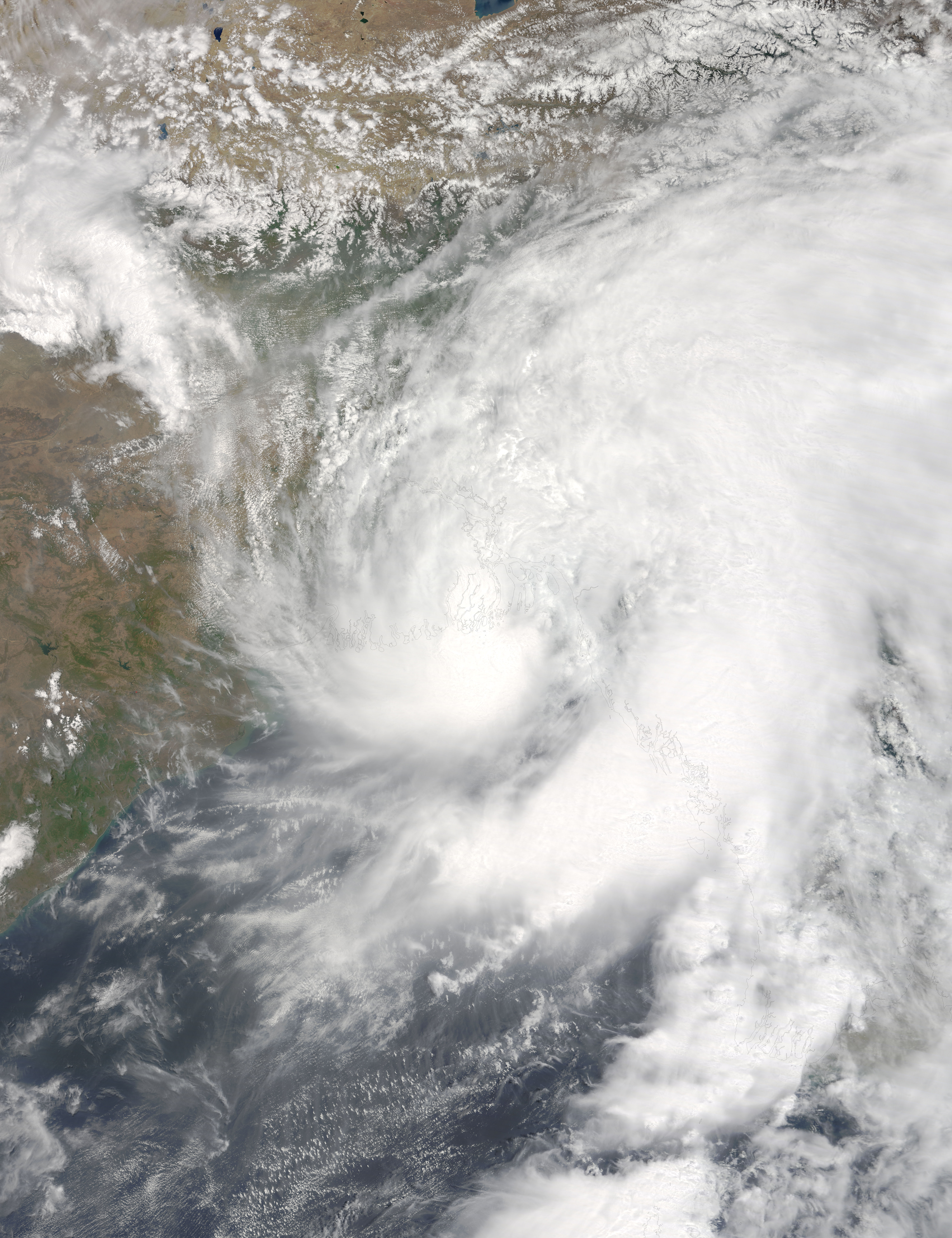
Ciclone Roanu

| Nome da tempestade | Datas ativas            | Vento máximo km/h (mph) | Pressão min.(mbar) | Áreas afetadas                                             | Danos (USD)      | Mortos | Refs                        |
| ------------------ | ----------------------- | ----------------------- | ------------------ | ---------------------------------------------------------- | ---------------- | ------ | --------------------------- |
| Roanu              | 17 a 22 de maio         | 85 (50)                 | 983                | Sri Lanka, costa leste da Índia, Bangladesh, Myanmar, Iunã | US$ 2,03 bilhões | 135    | [ 68 ] [ 69 ] [ 70 ]        |
| 01W                | 25 a 27 de maio         | Desconhecido            | 1000               | Sul da China                                               | US$ 8,7 milhões  | Nenhum |                             |
| bonnie             | 27 de maio a 4 de junho | 75 (45)                 | 1006               | Bahamas, sudeste dos Estados Unidos                        | $ 640.000        | 2      | [ 71 ] [ 72 ] [ 73 ] [ 22 ] |

### Junho

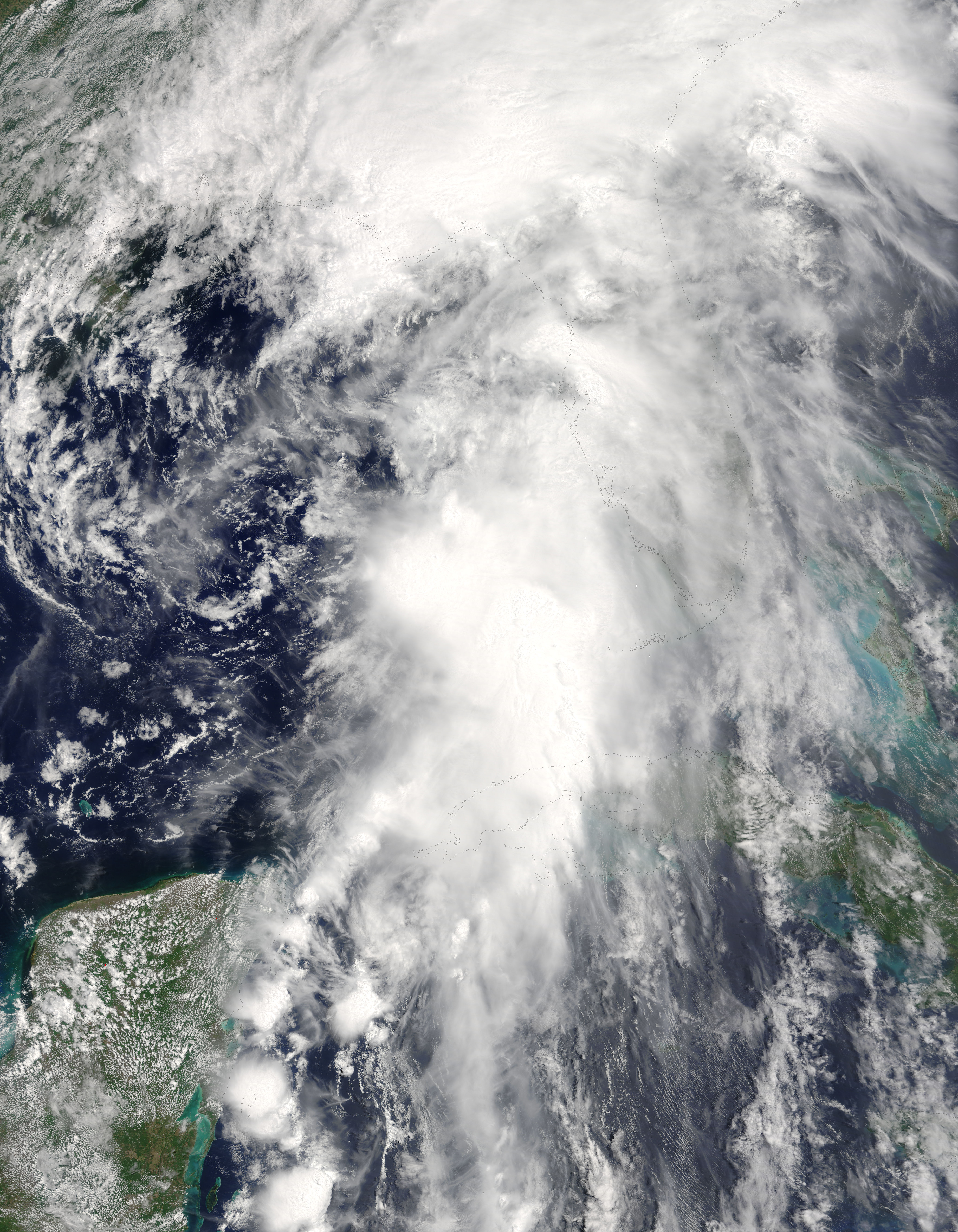
Tempestade Tropical Colin

| Nome da tempestade | Datas ativas     | Vento máximo km/h (mph) | Pressão min.(mbar) | Áreas afetadas                                                     | Danos (USD)     | Mortos | Refs          |
| ------------------ | ---------------- | ----------------------- | ------------------ | ------------------------------------------------------------------ | --------------- | ------ | ------------- |
| Colin              | 5 a 7 de junho   | 85 (50)                 | 1001               | Península de Iucatã, Cuba, Flórida, Costa Leste dos Estados Unidos | US$ 1,04 milhão | 6      | [ 74 ] [ 23 ] |
| Um-E               | 6 a 8 de junho   | 55 (35)                 | 1006               | Sudoeste do México                                                 | Menor           | Nenhum | [ 75 ]        |
| Danielle           | 19 a 21 de junho | 75 (45)                 | 1007               | Península de Yucatán, leste do México                              | Mínimo          | 1      | [ 76 ] [ 77 ] |
| TD                 | 22 a 23 de junho | 55 (35)                 | 1006               | Vietnã                                                             | Nove            | Nenhum |               |
| Ambo               | 25 a 28 de junho | 55 (35)                 | 1004               | Filipinas, Sul da China                                            | Nenhum          | Nenhum |               |
| ARB 01             | 27 a 29 de junho | 45 (30)                 | 996                | Omã, Guzerate                                                      | Nenhum          | Nenhum |               |

### Julho

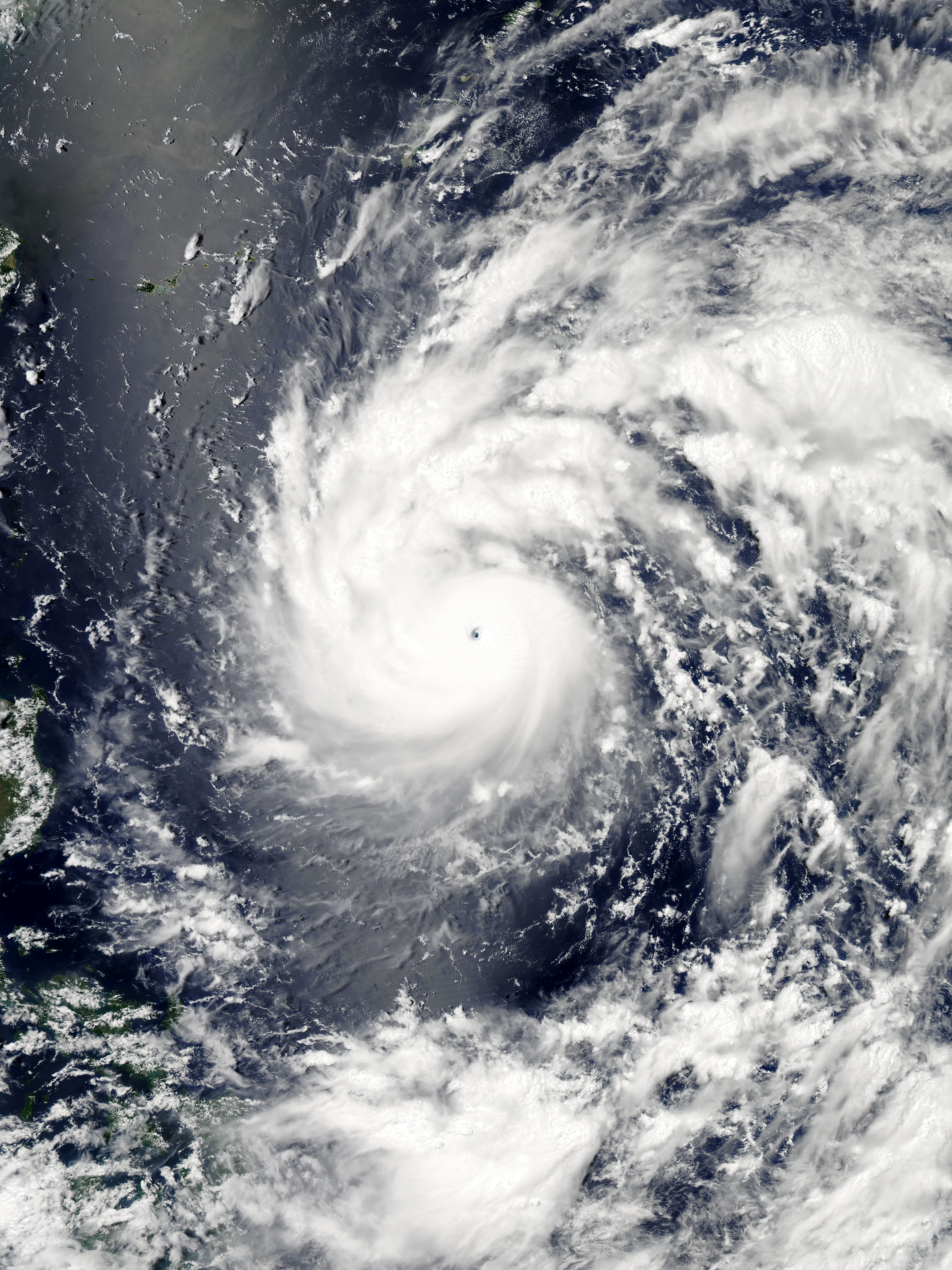
Tufão Nepartak

| Nome da tempestade | Data ativo              | Vento máximo km/h (mph) | Pressão (hPa) | Áreas affected                                  | Prejuízos (USD) | Mortos | Refs                 |
| ------------------ | ----------------------- | ----------------------- | ------------- | ----------------------------------------------- | --------------- | ------ | -------------------- |
| Nepartak (Butchoy) | 2–10 de julho           | 205 (125)               | 900           | Filipinas, Ilhas Ryukyu, Taiwan, China Oriental | $1,89 bilhões   | 111    | [ 78 ]               |
| Agatha             | 2–5 de julho            | 85 (50)                 | 1002          | Nenhum                                          | Nenhum          | Nenhum | [ 79 ]               |
| Blas               | 2–10 de julho           | 220 (140)               | 947           | Havaí                                           | Nenhum          | Nenhum | [ 80 ] [ 81 ] [ 82 ] |
| Celia              | 6–16 de julho           | 155 (100)               | 972           | Havaí                                           | Nenhum          | 2      | [ 83 ]               |
| LAND 01            | 6–7 de julho            | 45 (30)                 | 996           | India Ocidental                                 | Desconhecido    | Nenhum |                      |
| Darby              | 11–26 de julho          | 195 (120)               | 958           | Havaí                                           | Menor           | Nenhum | [ 84 ]               |
| Estelle            | 15–22 de julho          | 110 (70)                | 990           | Nenhum                                          | Nenhum          | Nenhum | [ 85 ]               |
| 03W                | 15–20 de julho          | Desconhecido            | 1006          | Ilhas Ryukyu                                    | Nenhum          | Nenhum |                      |
| Abela              | 15–20 de julho          | 95 (60)                 | 987           | Madagascar                                      | Nenhum          | Nenhum |                      |
| Frank              | 21–28 de julho          | 140 (85)                | 979           | Península da Baixa Califórnia, Naiarite         | Nenhum          | Nenhum | [ 86 ] [ 87 ] [ 88 ] |
| Georgette          | 21–27 de julho          | 215 (130)               | 952           | Havaí                                           | Nenhum          | Nenhum | [ 89 ]               |
| Lupit              | 22–24 de julho          | 75 (45)                 | 1000          | Nenhum                                          | Nenhum          | Nenhum |                      |
| Mirinae            | 25–28 de julho          | 100 (65)                | 980           | China meridional, Indochina                     | $346 milhões    | 7      | [ 90 ] [ 91 ]        |
| Nida (Carina)      | 29 de julho–3 de agosto | 110 (70)                | 975           | Filipinas, Taiwan, China meridional, Vietname   | $316 milhões    | 6      | [ 90 ] [ 92 ]        |
| Howard             | 31 de julho–3 de agosto | 95 (60)                 | 998           | Havaí                                           | Nenhum          | Nenhum | [ 93 ]               |

### Agosto

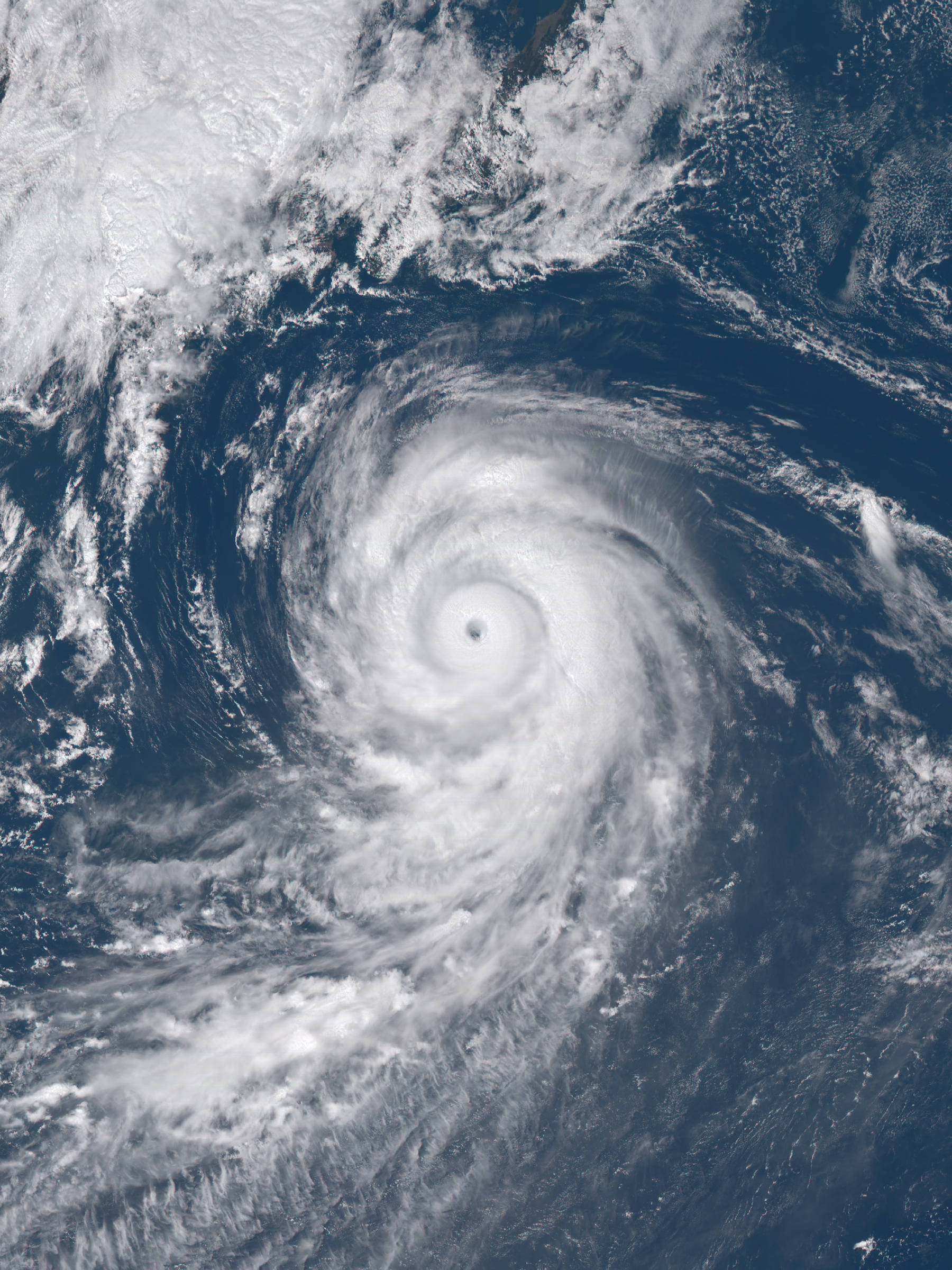
Tufão Lionrock

| Nome da tempestade | Datas ativas               | Vento máximo km/h (mph) | Pressão min.(mbar) | Áreas afetadas                                                                                                | Danos (USD)    | Mortos | Refs   |
| ------------------ | -------------------------- | ----------------------- | ------------------ | --- | -------------- | ------ | ------ |
| Earl               | 2–6 de agosto              | 140 (85)                | 979                | Pequenas Antilhas, Porto Rico, Hispaniola, Jamaica, Ilhas Cayman, Central America, México                     | $250 milhões   | 94     | [ 25 ] |
| Ivette             | 2–8 de agosto              | 95 (60)                 | 1000               | Havaí | Nenhum         | Nenhum | [ 94 ] |
| Omais              | 2–9 de agosto              | 110 (70)                | 975                | Guam, Japão                                                                                                   | Nenhum         | Nenhum |        |
| TD                 | 6–9 de agosto              | Desconhecido            | 998                | Ilhas Ryukyu, China Oriental                                                                                  | Nenhum         | Nenhum |        |
| Javier             | 7–9 de agosto              | 100 (65)                | 997                | Mexico | Menor          | Nenhum |        |
| Conson             | 7–15 de agosto             | 85 (50)                 | 985                | Japão | Nenhum         | Nenhum |        |
| LAND 02            | 9–12 de agosto             | 55 (35)                 | 994                | Bangladesh, India                                                                                             | Menor          | 2      |        |
| TD                 | 10–13 de agosto            | Desconhecido            | 996                | Ilhas Ryukyu, Taiwan, China Oriental                                                                          | Nenhum         | Nenhum |        |
| TD                 | 10–12 de agosto            | Desconhecido            | 1010               | Atol Midway                                                                                                   | Nenhum         | Nenhum |        |
| Chanthu            | 12–17 de agosto            | 100 (65)                | 980                | Japão | $94,7 milhões  | Nenhum |        |
| TD                 | 12–13 de agosto            | Desconhecido            | 1002               | Taiwan | Nenhum         | Nenhum |        |
| Dianmu             | 15–20 de agosto            | 85 (50)                 | 980                | China, Vietname, Laos, Tailândia, Myanmar, Bangladesh, India                                                  | $481,1 milhões | 22     |        |
| TD                 | 15–16 de agosto            | Desconhecido            | 996                | China meridional, Vietname                                                                                    | Nenhum         | Nenhum |        |
| Fiona              | 16–23 de agosto            | 85 (50)                 | 1004               | Bermuda | Nenhum         | Nenhum | [ 95 ] |
| BOB 02             | 16–20 de agosto            | 55 (35)                 | 994                | Bangladesh, Índia                                                                                             | Menor          | 6      |        |
| Mindulle           | 17–23 de agosto            | 120 (75)                | 975                | Ilhas Marianas, Japão                                                                                         | $448,3 milhões | 3      |        |
| Lionrock (Dindo)   | 17–30 de agosto            | 220 (140)               | 940                | Japão, Extremo Oriente Russo, Coreia do Norte                                                                 | $3,84 bilhões  | 550    |        |
| Kay                | 18–23 de agosto            | 85 (50)                 | 1000               | Mexico | Nenhum         | Nenhum |        |
| Kompasu            | 18–21 de agosto            | 65 (40)                 | 994                | Guam, Japão                                                                                                   | Menor          | 1      |        |
| Gaston             | 22 de agosto–2 de setembro | 195 (120)               | 955                | Ilha Flores                                                                                                   | Nenhum         | Nenhum | [ 26 ] |
| TD                 | 23–24 de agosto            | Desconhecido            | 1000               | Filipinas | Nenhum         | Nenhum |        |
| 14W                | 23–24 de agosto            | 55 (35)                 | 1002               | Guam | Nenhum         | Nenhum |        |
| TD                 | 24 de agosto               | Desconhecido            | 1000               | Nenhum | Nenhum         | Nenhum |        |
| Lester             | 25 de agosto–7 de setembro | 230 (145)               | 944                | Havaí | Menor          | Nenhum |        |
| Madeline           | 26 de agosto–2 de setembro | 215 (130)               | 950                | Havaí | Menor          | Nenhum |        |
| TD                 | 27 de agosto               | Desconhecido            | 1004               | Nenhum | Nenhum         | Nenhum |        |
| Oito               | 28 de agosto–1 de setembro | 55 (35)                 | 1010               | Cabo Hatteras                                                                                                 | Menor          | Nenhum | [ 96 ] |
| Hermine            | 28 de agosto–8 de setembro | 130 (80)                | 981                | República Dominicana, Cuba, Bahamas, Flórida, Costa Leste dos Estados Unidos, Províncias atlânticas do Canadá | $550 milhões   | 4 (1)  |        |
| TD                 | 30–31 de agosto            | Desconhecido            | 1004               | Nenhum | Nenhum         | Nenhum |        |
| Namtheun (Enteng)  | 31 de agosto–5 de setembro | 130 (80)                | 955                | Taiwan, Japão                                                                                                 | Menor          | Nenhum |        |

### Setembro

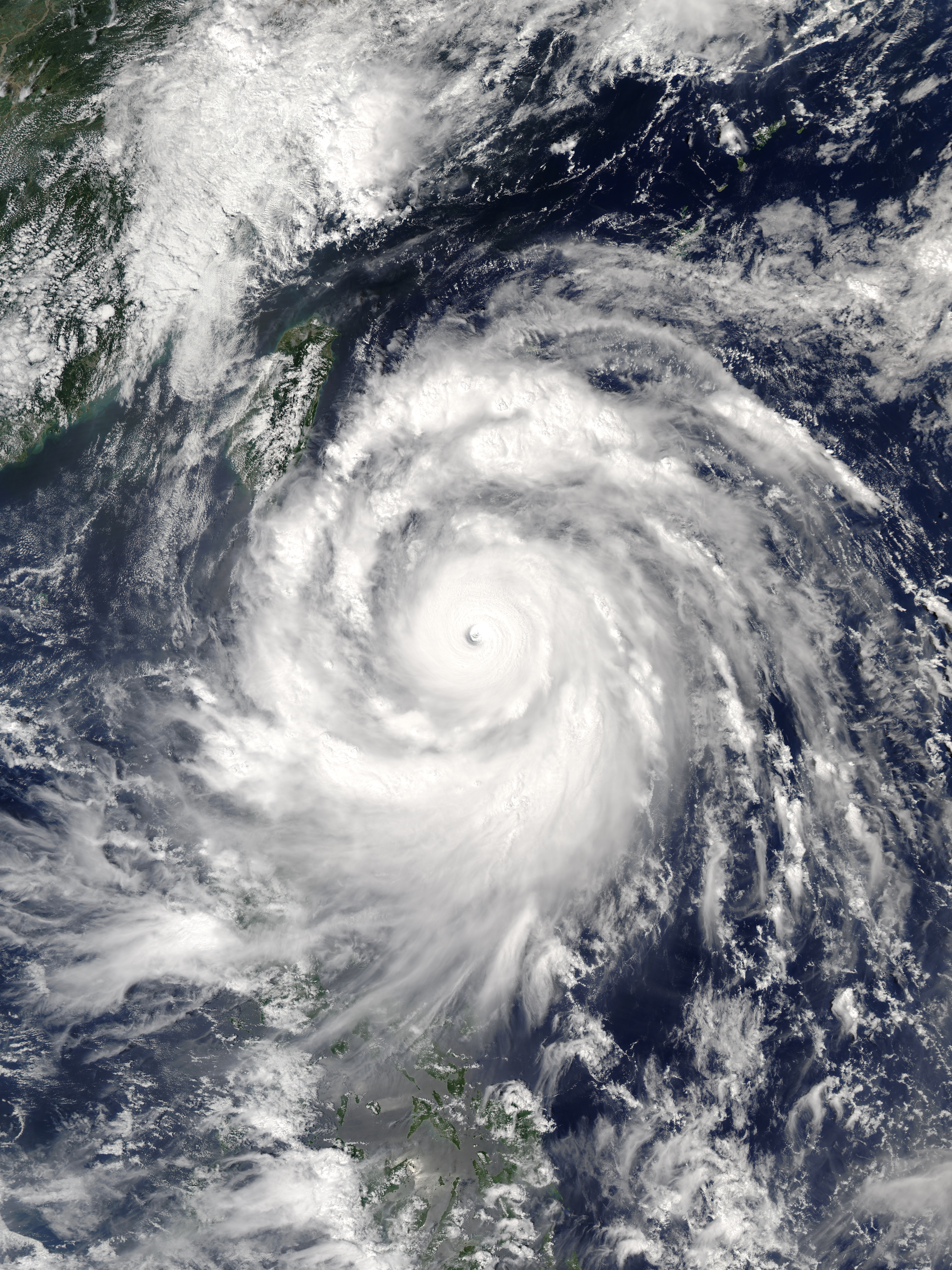
Tufão Meranti

| Nome da tempestade | Datas ativas                | Vento máximo km/h (mph) | Pressão min.(mbar) | Áreas afetadas | Danos (USD)    | Mortes | Refs    |
| ------------------ | --------------------------- | ----------------------- | ------------------ | --- | -------------- | ------ | ------- |
| Newton             | 4–7 de setembro             | 150 (90)                | 977                | Península da Baixa Califórnia, Noroeste México, Sudoeste dos Estados Unidos | $95,8 milhões  | 9      |         |
| Malou              | 5–7 de setembro             | 75 (45)                 | 1000               | Japão | Menor          | Nenhum |         |
| TD                 | 7–8 de setembro             | Desconhecido            | 998                | Japão | Nenhum         | Nenhum |         |
| Meranti (Ferdie)   | 8–16 de setembro            | 220 (140)               | 890                | Filipinas, Taiwan, China continental, Coreia do Sul | $4,79 bilhões  | 47     |         |
| TD                 | 9–10 de setembro            | Desconhecido            | 1008               | Nenhum | Nenhum         | Nenhum |         |
| TD                 | 10 de setembro              | Desconhecido            | 1008               | Taiwan | Nenhum         | Nenhum |         |
| 17W                | 10–12 de setembro           | 65 (40)                 | 1008               | Nenhum | Nenhum         | Nenhum |         |
| Orlene             | 11–17 de setembro           | 175 (110)               | 967                | Nenhum | Nenhum         | Nenhum |         |
| Rai                | 11–13 de setembro           | 55 (35)                 | 996                | Vietname, Laos, Tailândia, Camboja | $37 milhões    | 12     |         |
| Malakas (Gener)    | 11–20 de setembro           | 175 (110)               | 930                | Ilhas Marianas, Taiwan, Japão | $300 milhões   | 1      |         |
| Ian                | 12–16 de setembro           | 95 (60)                 | 994                | Nenhum | Nenhum         | Nenhum | [ 97 ]  |
| Julia              | 13–18 de setembro           | 85 (50)                 | 1007               | Bahamas, Sudoeste dos Estados Unidos | $6,13 milhões  | Nenhum | [ 98 ]  |
| Karl               | 14–25 de setembro           | 110 (70)                | 988                | Bermudas | Menor          | Nenhum | [ 99 ]  |
| Paine              | 18–20 de setembro           | 150 (90)                | 979                | Península da Baixa Califórnia | Nenhum         | Nenhum |         |
| Lisa               | 19–25 de setembro           | 85 (50)                 | 999                | Nenhum | Nenhum         | Nenhum | [ 100 ] |
| Megi (Helen)       | 22–29 de setembro           | 155 (100)               | 945                | Ilhas Carolinas, Ilhas Ryukyu, Taiwan, China | $1,56 bilhões  | 52     |         |
| 01U                | 23–29 de setembro           | Desconhecido            | Desconhecido       | Nenhum | Nenhum         | Nenhum |         |
| Chaba (Igme)       | 24 de setembro–5 de outubro | 215 (130)               | 905                | Ilhas Marianas, Coreia do Sul, Japão, Extremo Oriente Russo | $2,61 bilhões  | 10     |         |
| Roslyn             | 25–29 de setembro           | 85 (50)                 | 999                | Nenhum | Nenhum         | Nenhum |         |
| Ulika              | 26–30 de setembro           | 120 (75)                | 992                | Nenhum | Nenhum         | Nenhum |         |
| Matthew            | 28 de setembro–9 de outubro | 270 (165)               | 934                | Ilhas de Barlavento, Leeward Antilles, Venezuela, Colômbia, Jamaica, Hispaniola, Porto Rico, Cuba, Ilhas Turcas e Caicos, Bahamas, Sudoeste dos Estados Unidos, Províncias atlânticas do Canadá | $15,09 bilhões | 603    | [ 29 ]  |

### Outubro

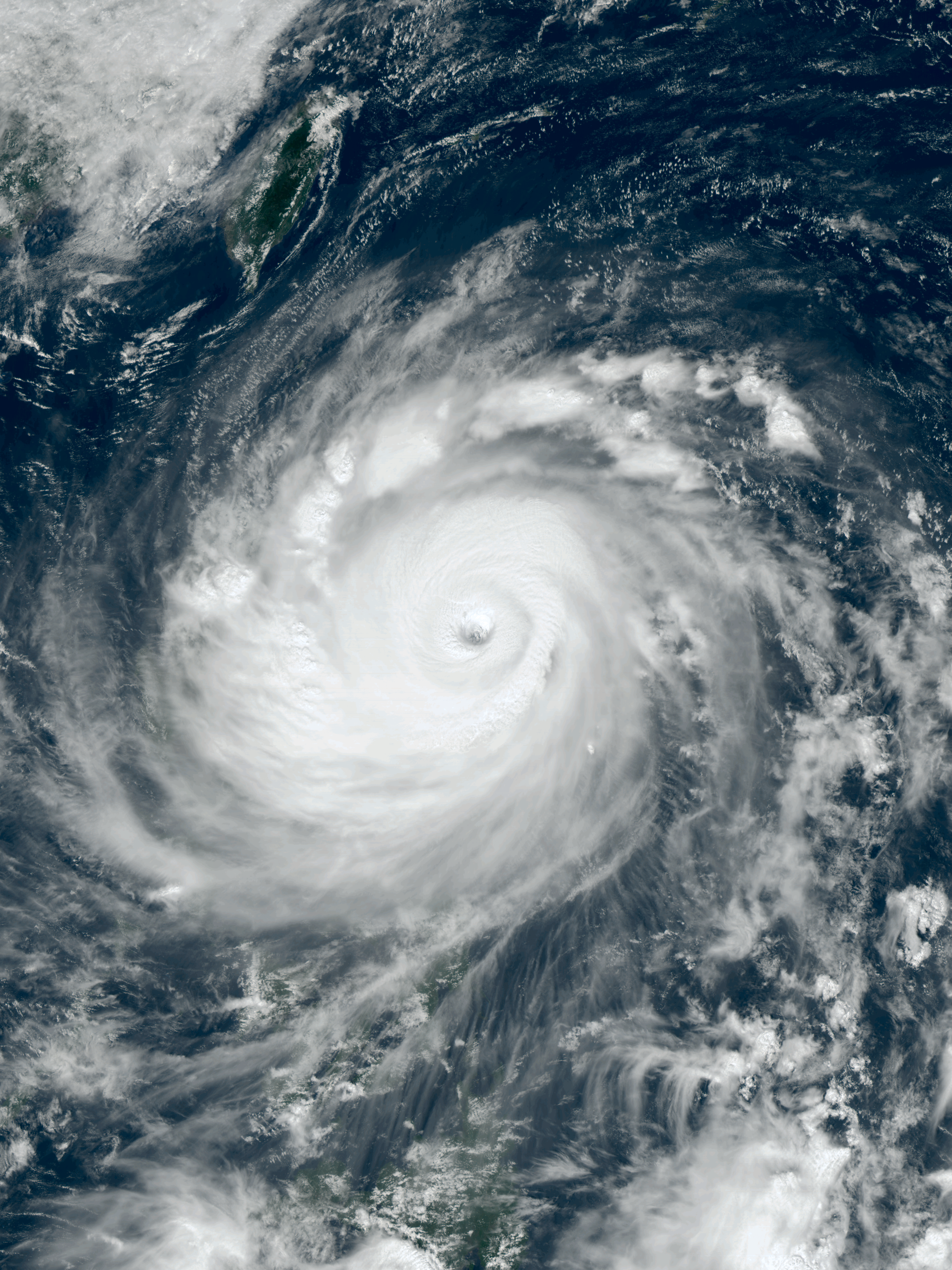
Tufão Haima

| Nome da tempestade | Data ativo                  | Vento máximo km/h (mph) | Pressão (hPa) | Áreas afetadas                                   | Prejuízos (USD) | Mortos | Refs   |
| ------------------ | --------------------------- | ----------------------- | ------------- | ------------------------------------------------ | --------------- | ------ | ------ |
| Bransby            | 2–6 de outubro              | 100 (65)                | 987           | Nenhum                                           | Nenhum          | Nenhum |        |
| Songda             | 4–13 de outubro             | 185 (115)               | 925           | Pacific Northwest                                | Desconhecido    | Nenhum |        |
| Aere (Julian)      | 4–14 de outubro             | 110 (70)                | 975           | Filipinas, Taiwan, China meridional, Indochina   | $112 milhões    | 35     |        |
| Nicole             | 4–18 de outubro             | 220 (140)               | 950           | Bermudas                                         | $15 milhões     | 1      | [ 30 ] |
| 02U                | 12–18 de outubro            | Desconhecido            | 1004          | Nenhum                                           | Nenhum          | Nenhum |        |
| Sarika (Karen)     | 13–19 de outubro            | 175 (110)               | 935           | Filipinas, China meridional, Vietname            | $866 milhões    | 37     |        |
| Haima (Lawin)      | 14–21 de outubro            | 215 (130)               | 900           | Ilhas Carolinas, Filipinas, Taiwan, China, Japão | $972 milhões    | 19     |        |
| TD                 | 15 de outubro               | Desconhecido            | 1008          | Nenhum                                           | Nenhum          | Nenhum |        |
| Kyant              | 21–28 de outubro            | 75 (45)                 | 996           | Ilhas Andaman, Myanmar, Índia do Sul             | Nenhum          | Nenhum |        |
| Seymour            | 23–28 de outubro            | 240 (150)               | 940           | Baja California                                  | Nenhum          | Nenhum |        |
| Trixi              | 28–31 de outubro            | 105 (65)                | Desconhecido  | Calábria, Malta, Greece                          | Nenhum          | Nenhum |        |
| Meari              | 30 de outubro–7 de dezembro | 140 (80)                | 960           | Ilhas Marianas                                   | Nenhum          | Nenhum |        |
| TD                 | 31 de outubro               | Desconhecido            | 1008          | Ilhas Marianas                                   | Nenhum          | Nenhum |        |

### Novembro

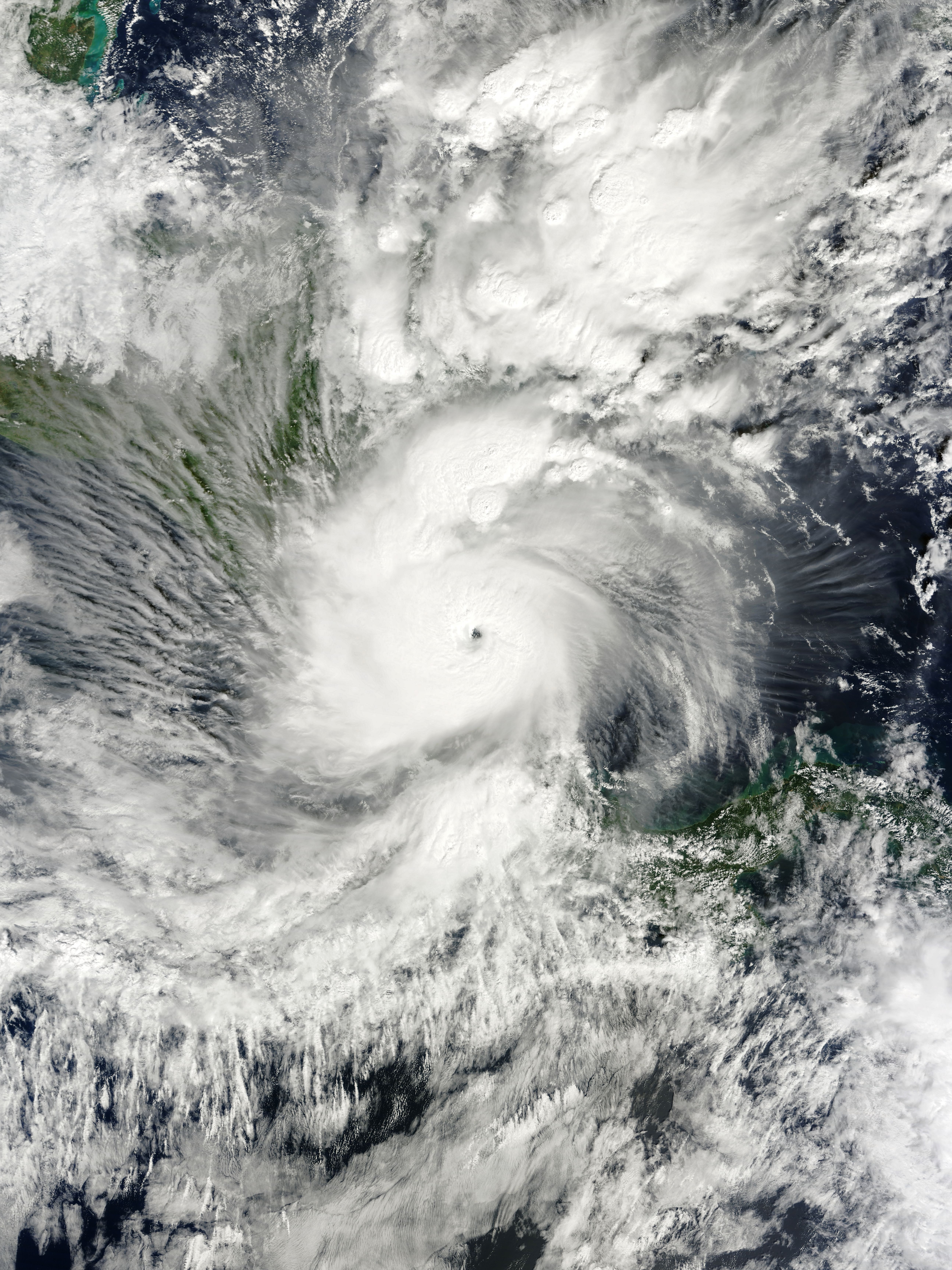
Furacão Otto

| Nome da tempestade | Data ativo                   | Vento máximo km/h (mph) | Pressão (hPa) | Áreas afetadas                              | Prejuízos (USD)  | Mortos | Refs    |
| ------------------ | ---------------------------- | ----------------------- | ------------- | ------------------------------------------- | ---------------- | ------ | ------- |
| TD                 | 1–5 de novembro              | 55 (35)                 | 998           | Nenhum                                      | Nenhum           | Nenhum |         |
| TD                 | 2–6 de novembro              | 55 (35)                 | 1004          | Bornéu, Indochina                           | $48,1 milhões    | 15     |         |
| BOB 04             | 2–6 de novembro              | 45 (30)                 | 1000          | Malásia, Tailândia, West Bengal, Bangladesh | Desconhecido     | 80     |         |
| Ma-on              | 8–13 de novembro             | 65 (40)                 | 1002          | Nenhum                                      | Nenhum           | Nenhum |         |
| 28W                | 9–12 de novembro             | Desconhecido            | 1008          | Ilhas Marshall                              | Nenhum           | Nenhum |         |
| 03U                | 9–15 de novembro             | Desconhecido            | 1005          | Nenhum                                      | Nenhum           | Nenhum |         |
| 01F                | 12–13 de novembro            | Desconhecido            | 1008          | Nenhum                                      | Nenhum           | Nenhum |         |
| Tina               | 13–14 de novembro            | 65 (40)                 | 1004          | México Oriental                             | Nenhum           | Nenhum |         |
| Deni               | 15–16 de novembro            | 75 (45)                 | 998           | Brazil                                      | Nenhum           | Nenhum |         |
| Otto               | 20–26 de novembro            | 185 (115)               | 975           | Panamá, Costa Rica, Nicarágua, Colômbia     | ≥ $192,2 milhões | 23     | [ 101 ] |
| Tokage (Marce)     | 24–28 de novembro            | 95 (60)                 | 992           | Filipinas, Vietname                         | $30 mil          | 1      |         |
| 02F                | 23–27 de novembro            | Desconhecido            | 1006          | Nenhum                                      | Nenhum           | Nenhum |         |
| 03F                | 27–30 de novembro            | Desconhecido            | 1000          | Ilhas Salomão                               | Nenhum           | Nenhum |         |
| Nada               | 29 de dezembro–2 de dezembro | 75 (45)                 | 1000          | Sri Lanka, Índia do Sul                     | Desconhecido     | 12     |         |

### Dezembro

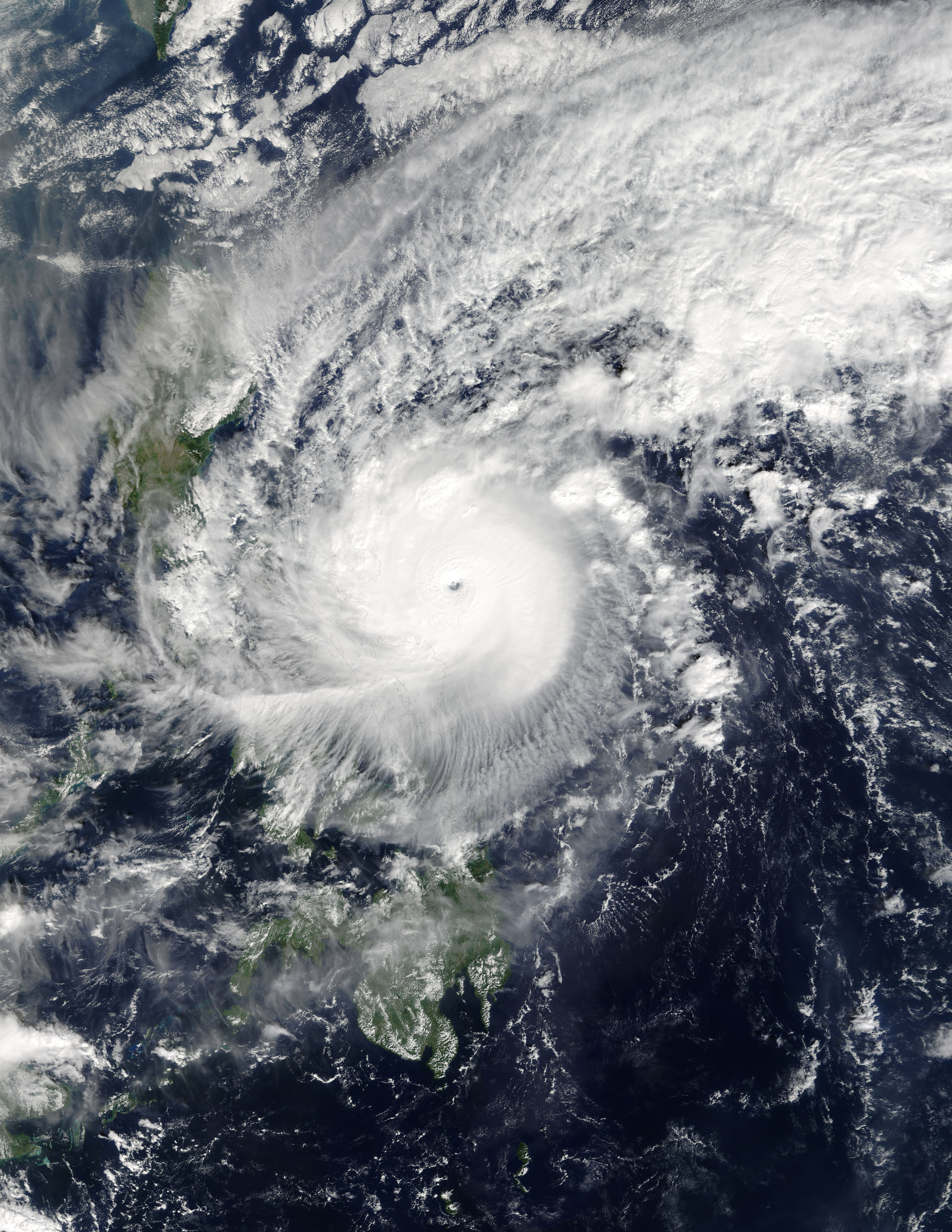
Tufão Nock-ten

| Nome da tempestade | Datas ativas      | Vento máximo km/h (mph) | Pressão min.(mbar) | Áreas afetadas                                                                                 | Danos (USD)   | Mortos | Refs |
| ------------------ | ----------------- | ----------------------- | ------------------ | ---------------------------------------------------------------------------------------------- | ------------- | ------ | ---- |
| 04U                | 4–6 de dezembro   | Desconhecido            | Desconhecido       | Nenhum                                                                                         | Nenhum        | Nenhum |      |
| Eçaí               | 4–6 de dezembro   | 100 (65)                | 992                | Brasil                                                                                         | Nenhum        | Nenhum |      |
| Vardah/ARB 02      | 6–18 de dezembro  | 130 (80)                | 975                | Sumatra, Andaman e Ilhas Nicobar, Tailândia, Malásia, Sri Lanka, Chennai (Tamil Nadu), Somália | $3,37 bilhões | 47     |      |
| 05U                | 9–17 de dezembro  | Desconhecido            | Desconhecido       | Nenhum                                                                                         | Nenhum        | Nenhum |      |
| TD                 | 10–13 de dezembro | 55 (35)                 | 1004               | Vietname                                                                                       | $53,4 milhões | 30     |      |
| 04F                | 12–23 de dezembro | 45 (30)                 | 998                | Fiji                                                                                           | $4,7 milhões  | Nenhum |      |
| 06U                | 18–23 de dezembro | 55 (35)                 | 994                | Austrália Ocidental                                                                            | Nenhum        | Nenhum |      |
| Yvette             | 19–25 de dezembro | 85 (50)                 | 987                | Austrália Ocidental                                                                            | Nenhum        | Nenhum |      |
| Nock-ten (Nina)    | 20–28 de dezembro | 195 (120)               | 915                | Ilhas Carolinas, Filipinas, Vietname                                                           | $123 milhões  | 13     |      |
| 05F                | 21–26 de dezembro | Desconhecido            | 1005               | Nenhum                                                                                         | Nenhum        | Nenhum |      |
| TD                 | 27 de dezembro    | Desconhecido            | 1004               | Nenhum                                                                                         | Nenhum        | Nenhum |      |

## Efeitos globais
| Nome temporada                                             | Áreas afetadas | Sistemas formados | Sistemas nomeados | Danos (USD)       | Mortos | Ref |
| ---------------------------------------------------------- | --- | ----------------- | ----------------- | ----------------- | ------ | --- |
| Temporada de furacões no oceano Atlântico de 2016          | Bahamas, Bermudas, Açores, southern Gronelândia, Sudoeste dos Estados Unidos, Península de Yucatán, Cuba, Costa Leste dos Estados Unidos, Pequenas Antilhas, Porto Rico, Hispaniola, Jamaica, Ilhas Cayman, América Central, México, Carolina do Norte, Províncias atlânticas do Canadá, Cabo Verde, Antilhas, Venezuela, Colômbia, Panama, Costa Rica, Nicarágua | 16                | 15                | ≥ $17,485 bilhões | 736    |     |
| Temporada de furacões no Pacífico de 2016                  | Sudoeste México, Havaí, Península da Baixa Califórnia, Nayarit, México Ocidental, Noroeste México, Sudoeste dos Estados Unidos | 22                | 21                | $95,8 milhões     | 15     |     |
| Temporada de tufões no Pacífico de 2016                    | China meridional, Vietname, Filipinas, Ilhas Ryukyu, Taiwan, China Oriental, Indochina, Ilhas Marianas, Japão, Russia, Midway Atoll, Extremo Oriente Russo, Bangladesh, Índia, Noroeste da China, Coreia do Norte, Coreia do Sul, China, Ilhas Carolinas, Pacífico Noroeste, Bornéu, Ilhas Marshall,                                                              | 51                | 26                | $16,96 bilhões    | 942    |     |
| Temporada de ciclones no Índico Norte de 2016              | Sri Lanka, Índia Oriental Bangladesh, Myanmar, Yunnan, Omã, Gujarat, Ilhas Andaman, Índia do Sul, Malásia, Tailândia, West Bengal, Sumatra, Ilhas Nicobar, Chennai, Somália | 9                 | 4                 | $5,51 bilhões     | 401    |     |
| Temporada de ciclones na região da Austrália de 2015-20161 | Território do Norte, Queensland, Austrália Ocidental, Sul da Austrália, Victória, Ilhas Coco | 8                 | 3                 | Menor             | Nenhum |     |
| Temporada de ciclones na região da Austrália de 2016-20172 | Ilhas Salomão, Austrália Ocidental | 8                 | 1                 | Nenhum            | Nenhum |     |
| Temporada de ciclones no Índico Sudoeste de 2015-20161     | Madagáscar, Réunion, Mauritius, Agalega, Seychelles, Tanzânia | 5                 | 5                 | $4,5 milhões      | 13     |     |
| Temporada de ciclones no Índico Sudoeste de 2016-20172     | Madagáscar | 2                 | 1                 | Nenhum            | Nenhum |     |
| Temporada de ciclones no Pacífico Sul de 2015-20161        | Cook Islands, Niue, Tonga, Vanuatu, Fiji, Polinésia francesa, Nova Caledónia, Ilhas Salomão, Ilha Wallis e Futuna, Ilhas Samoa | 10                | 5                 | $1,4 bilhões      | 46     |     |
| Temporada de ciclones no Pacífico Sul de 2016-20172        | Fiji | 5                 | 0                 | $4.7 milhões      | Nenhum |     |
| Ciclone tropical mediterrâneo                              | Reuno Unido, Irlanda, Françâ, Itália, Túnisia, Grécia, Turquia | 1                 | 1                 | Desconhecido      | Nenhum |     |
| Ciclone tropical do Atlântico Sul                          | Brasil | 3                 | 2                 | $0                | Nenhum |     |
| Mundial                                                    | (Ver acima) | 140               | 84                | $41,46 bilhões    | 2,153  |     |